# 隋朝
隋朝（581年3月4日－619年5月23日）是中國歷史之中，上承南北朝、下啟唐朝的一個重要的朝代，史學家常把它和唐朝合稱隋唐。581年隋文帝楊堅受禪建立隋朝，至619年王世充廢隋恭帝楊侗為止，國祚僅38年。楊堅屬於北周的關隴集團，於北周宣帝繼位後，權勢漸增，甚至威脅皇權。幼年的北周靜帝即位後，由身為皇帝外祖父的楊堅擔任攝政大臣，讓外戚勢力逐漸控制北周朝廷。楊家掌權後，先後平定尉遲迥、司馬消難等反楊叛軍。581年，楊堅命靜帝禪位，北周滅亡。楊堅即位後，定國號為「隋」。依據五行相生的順序，北周的「木」德之後為「火」德，因此隋朝以火為德運並選取與火德對應的紅色為正色。隋文帝於587年廢除後梁，於589年隋滅陳之戰攻滅陳朝，俘虜陳後主。隔年9月，控制嶺南地區的冼夫人歸附隋朝。至此，天下一統，隋朝結束了中國自魏晉南北朝以來的分裂局面，重新建立大一統的國家。
隋文帝總結歷朝興亡的原因，維護與農民的關係，調和統治集團內部的關係。這些措施使社會矛盾趨於緩和，經濟、文化得以迅速成長并呈现繁華景象，開創出開皇之治。然而隋文帝晚年剛愎自用，提倡嚴苛重刑，因猜忌而大殺功臣，國力開始衰退。隋文帝的次子楊廣爭奪長子楊勇的太子位獲勝。604年隋文帝去世，楊廣繼位，即隋煬帝。隋煬帝為了鞏固隋朝發展，興建許多大型建設，又東征西討，隋朝發展到極盛。然而隋煬帝好大喜功，忽视民众感受，嚴重耗費隋朝國力，其中又以三次東征高句麗為最甚，最後引發隋末民變。616年隋煬帝離開東都，前往江都（即今江蘇揚州）。617年，军阀李渊杀入都城长安，立留守长安的炀帝嫡孙代王杨侑为帝，遥尊隋炀帝为太上皇，隋炀帝对此并不知情，仍以皇帝自居。618年宇文化及等人發動兵變，殺死隋煬帝，立炀帝侄秦王杨浩为帝；隋恭帝楊侑禪讓李淵，李淵正式稱帝，建立唐朝；守卫洛阳的大将王世充立留守洛阳的炀帝庶孙越王杨侗为帝；宇文化及废杀杨浩，自建许国。隔年，王世充迫使杨侗禅位，建立郑国，隋朝亡。620年，东突厥处罗可汗迎接炀帝另一孙杨政道北逃东突厥，封为隋国王。隋末群雄割據的局面，最終也为唐朝所終結。630年唐朝灭东突厥，杨政道返回中原，东突厥的隋国也就此废除。
在政治制度方面，隋朝確立了影響後世深遠的三省六部制，以鞏固中央集權制度；制定出完整的科舉制度，以選拔優秀人才，弱化世族壟斷仕官的能力。另外還建立政事堂議事制度、監察制度、考績制度，這些都強化了政府機制，深刻影響到唐朝與後世的政治制度。在軍事上，繼續推行和改革府兵制；經濟上，一方面實行均田制和租庸調制減輕農民生產壓力，另一方面採取大索貌閱和輸籍制等清差戶口措施，以增加財政收入。這些政策成就了隋初的開皇之治。
為了鞏固隋朝發展，隋文帝與隋煬帝还興建了隋唐大運河、隋長城、馳道以及大興城與東都洛陽。這些都提升了位於關中的隋廷對北方地區、關東地區與江南地區的掌控力，使隋朝各地的經濟、文化與人民能順利交流，還誕生出經濟重鎮江都（今揚州）。外交方面，隋朝的盛世也使得當時周邊國家和境內的少數民族如高昌、倭國、高句麗、新羅、百濟與內屬的東突厥等國都受隋朝文化與典章制度的影響，外交交流以日本的遣隋使最為著名。
隋朝結束自魏晉南北朝以來的分裂局面，奠定日後大唐盛世的基礎，對中國歷史的意義重大。隋朝對於外族文化的接受度高，並與漢文化融合，與唐朝合為在中國歷史上比較開放的朝代。

## 國號
隋文帝楊堅之父楊忠，曾被北周封為「隋國公」。楊堅襲封隋國公，後進封隋王，以隋郡等二十郡為隋國，受禪稱帝後國號依舊例為「隋」。唐朝建立後，加前朝以惡名，改其國號「隋」為「隨」。唐中期以後，石刻中指稱前朝的「隨」字逐漸減少，「隋」字逐漸恢復，但作為地名的隨州、隨縣之「隨」未恢復為「隋」。唐末五代，開始出現「文帝恶之，遂去走，单书隋字」、「隨文帝惡隨字為走，乃去之成隋字」之類改隨為隋的謠言。

### 其他名稱
7世紀初的隋朝被東羅馬帝國稱為桃花石（Ταυγάστ），源自北魏的拓跋氏或“大汉”的二次音转，是東羅馬人在南北朝時期經絲綢之路從突厥汗國得知的新名稱。

## 歷史

### 崛起與大一統
北周武帝於577年滅北齊，北周統一華北及西南後國力興盛，但是繼位的北周宣帝宇文贇奢侈浮華，行事荒唐，喜杖责大臣，還同時擁有五位皇后，在位僅一年便讓位給年幼的北周靜帝宇文闡。580年6月8日，在位一年的北周宣帝崩，外戚楊堅以大丞相身份輔政。楊堅乘機將北周重臣外遣，朝政逐漸由他掌握。相州總管尉遲迥、鄖州總管司馬消難與益州總管王謙等人不滿楊堅專權，聯合叛變反抗楊堅，爆發尉遲迥之亂，但被楊堅所派的韋孝寬、王誼與高熲等人平定。期间杨坚也将可能反抗他的北周宗室剪除，并交好突厥，令他钵可汗移交已经称帝的北齐皇子高绍义。581年3月4日，北周靜帝禪讓帝位於楊堅，楊堅登基為帝，即隋文帝，建國號隋，立國僅25年的北周亡。杨坚封周静帝为介国公奉祀北周，随即杀害包括周静帝在内的北周近支宗室，以北周远支宗室宇文洛续封。
隋文帝即位後，意圖南滅陳朝，但因陳朝有長江天險，故未有在即位後立即南下。他採納高熲的策略：干擾陳國的農業生產，破壞陳國的軍事儲積，使陳國損失慘重，而又疲憊不堪。隋文帝於隋與突厥之戰勝利後，587年10月26日廢西梁後主蕭琮，西梁亡。隔年發動隋滅陳之戰，隋文帝命楊廣、楊俊與楊素為行軍元帥；楊廣為總主將、高熲為參謀、王韶為司馬，兵分八路攻陳。

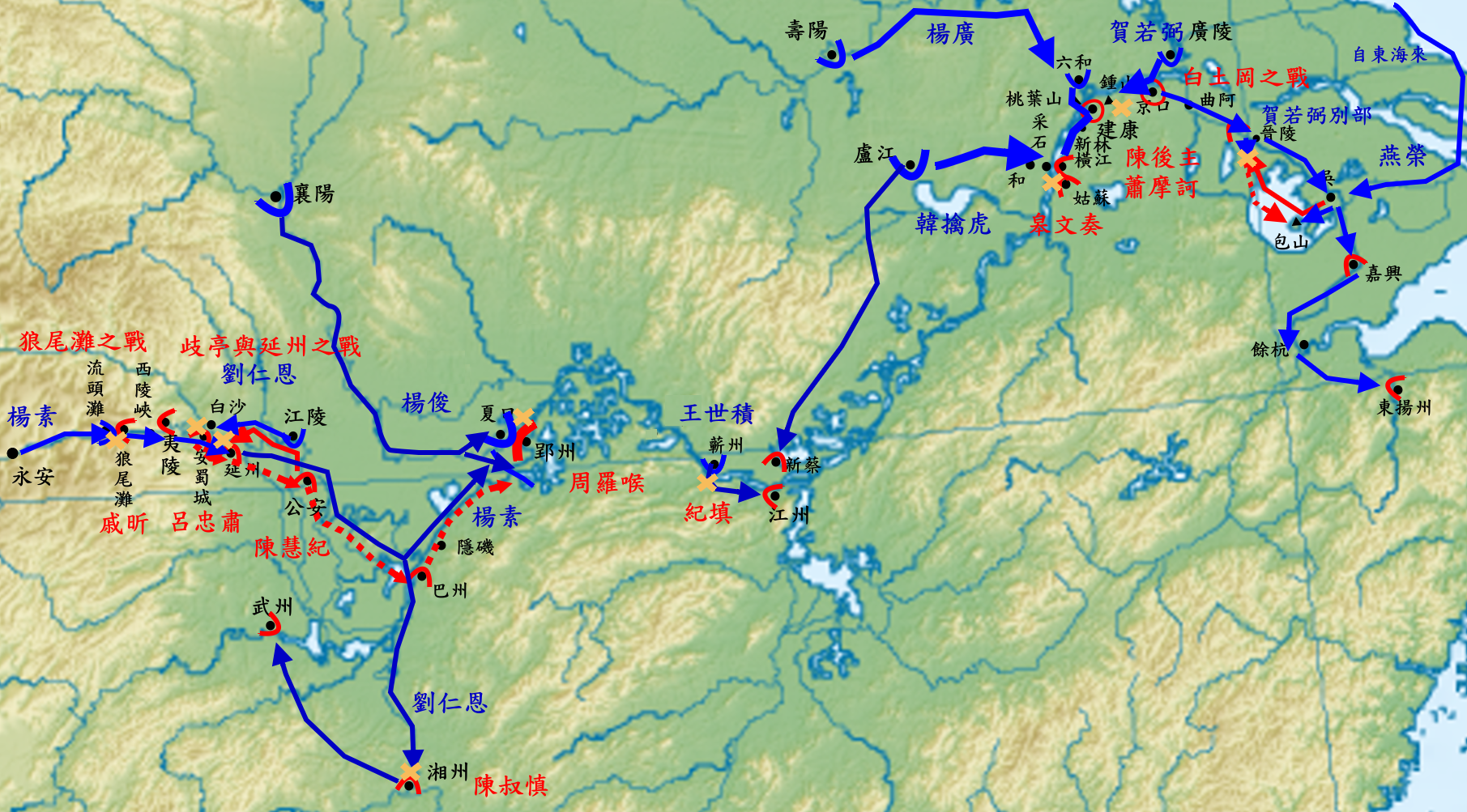
隋滅陳形勢圖

楊素率水軍從巴東順長江東下，與荊州劉仁恩軍聯合佔領延州（今長江西陵峽口、湖北枝江附近江中）等上游陳軍防禦。由公安東援建康之中游陳軍也被楊俊軍阻於漢口一帶，為下游隋軍創造有利條件。下游隋軍主力乘陳朝歡度元會（即春節）之機分路渡江。行軍總管韓擒虎、賀若弼兩軍鉗擊建康，與宇文述軍包圍建康。589年2月10日，聯軍進入建康城，俘陳後主。不久，各地陳軍或受陳後主號令投降、或抵抗隋軍而被消滅，只有嶺南地區受冼夫人保境據守。590年9月，隋派使臣韋洸等人安撫嶺南，冼夫人率眾迎接隋使，嶺南諸州悉為隋地。
至此，隋朝結束西晉永嘉之亂以來二百八十餘年南北分裂的局面，再度完成中國的大一統。人才濟濟的隋朝融和關隴世族、關東世族及江南世族，有擅長謀略的高熲、總管政事的蘇威，擅長軍事的韋孝寬、賀若弼與韓擒虎、還有劉昉、鄭譯、李德林、元諧、元冑、宇文忻等重臣，形成一個有力的集團。

### 開皇之治

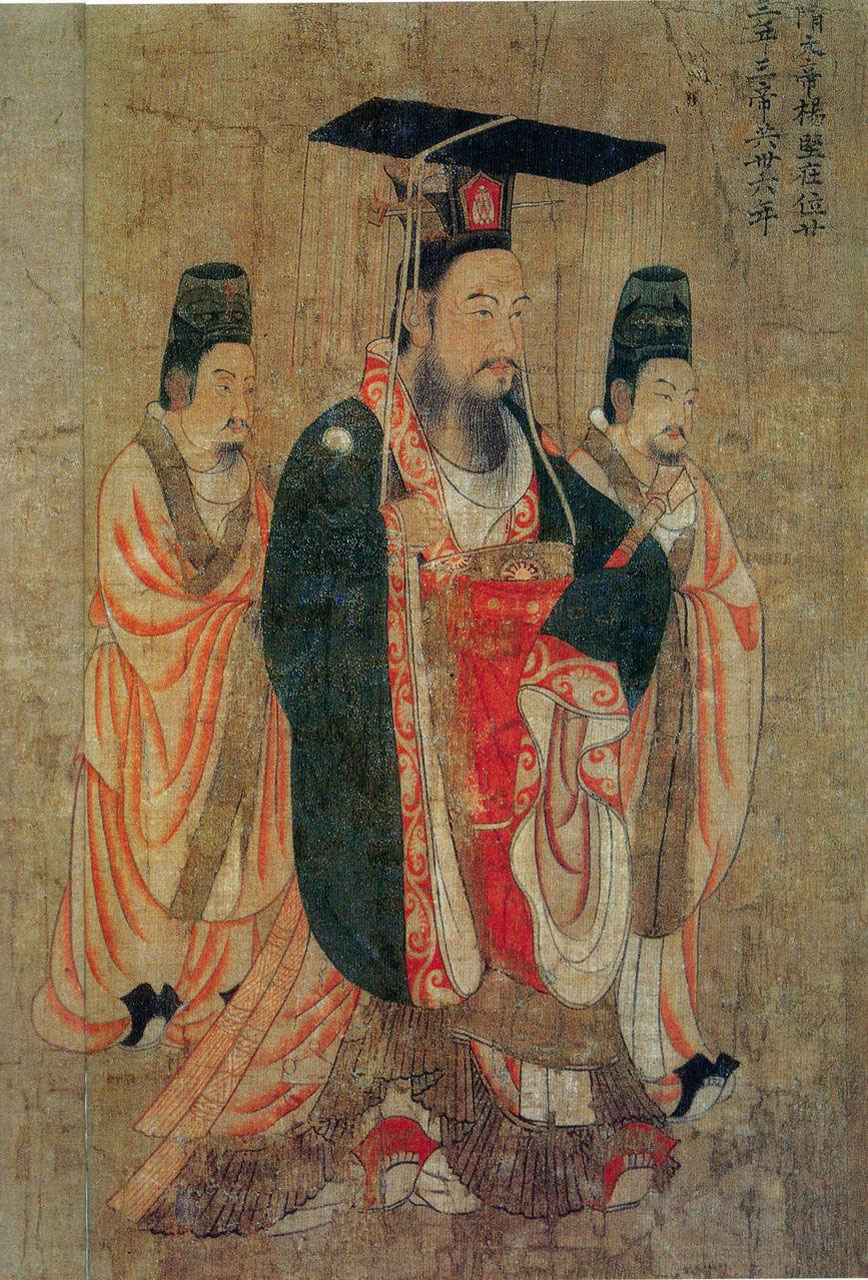
隋文帝楊堅像

隋文帝為了鞏固政權，採取了一系列政治制度的革新措施。在中央的行政方面，廢除北周的六官，正式確立三省六部制，實現了各個職能之間的分權，有利於鞏固君權。在地方制度方面，去除郡級，形成州縣兩級制，以及在平定南朝陳後沒收天下武器，削弱了地方勢力，進而鞏固中央集權，有力地防止了地方軍事割據和叛亂的產生。為了抑制世族，下令正式廢除魏晉以來由世家把持的九品中正制選官制度，設立科舉制度以擴大選官範圍至寒門庶族知識份子，並遷移關東世族與江南世族到大興城以加強控管。經濟方面，減輕刑罰與徭賦，實行均田制、租庸調制以及人口調查以掌握賦稅來源，統整貨幣與度量衡以整頓貿易環境。均田制和輸籍之法使農民擺脫地主的控制，轉化成國家的編戶，成為隋朝農業成長的原因。隋文帝提倡節儉，對自己的皇子也不准過分揮霍。這些都形成一種社會風氣，使得隋前期財富迅速累積豐裕。由於耕地面積大量增加，農作物產量提高。長安、洛陽官倉裡儲糧多的達千萬石，少的也有數百萬石。同時手工業有新的發展，造船技術達到很高水準，能造起五層樓的宏偉戰艦。洛陽的商業盛極一時，居住著數萬家富商，經濟呈現繁榮的局面。
584年，為了提升關中物資運輸，隋文帝命宇文愷興建廣通渠。並以此為序幕，帶動一系列修建運河的工程，最終成就了隋唐大運河。這個龐大的運河系統令南北物資輸送與貿易得以迅速發展，並且轉運江南物資以鞏固隋廷開支。經過這些改革，隋前期政治、經濟和社會都繁榮發展，開創開皇之治。戶口也由四百餘萬成長至八百幾十萬。社會累積相當多的財富，可供五六十年使用。開皇盛世氣象恢宏磅礴，隋文帝又下令修建大興城，大興城不僅是古代中國城市建設規劃高超水準的標誌，也是隋朝經濟實力和科技水準的綜合表現，是當時世界規模最大的城市之一。其設計和佈局思想，對後世中國都市規劃與日本、新羅都市規劃都有深刻的影響。
不過，隋朝的開皇盛世到隋文帝後期逐漸衰退。隋文帝晚年對刑法提倡嚴苛重刑，趨於剛愎自用，對功臣故舊心懷猜忌，大殺開國功臣與將，不肯關懷百姓，成為隋朝末年天下大亂遠因。在廢立太子的問題上，隋文帝本立長子楊勇為太子，由於楊勇好奢侈，文帝不滿，漸漸失寵。而次子楊廣與大臣楊素陰謀揭露楊勇的「陰事」，漸獲楊堅信任。600年隋文帝改立楊廣為太子，602年又听信杨广、杨素诬告，废黜第四子蜀王杨秀。604年8月13日，楊廣發動仁壽宮變，隋文帝突然去世。604年8月21日，楊廣繼位，即隋煬帝。其後楊廣便处死楊勇父子及镇压起兵作乱的幼弟汉王杨谅。

### 盈滿之國

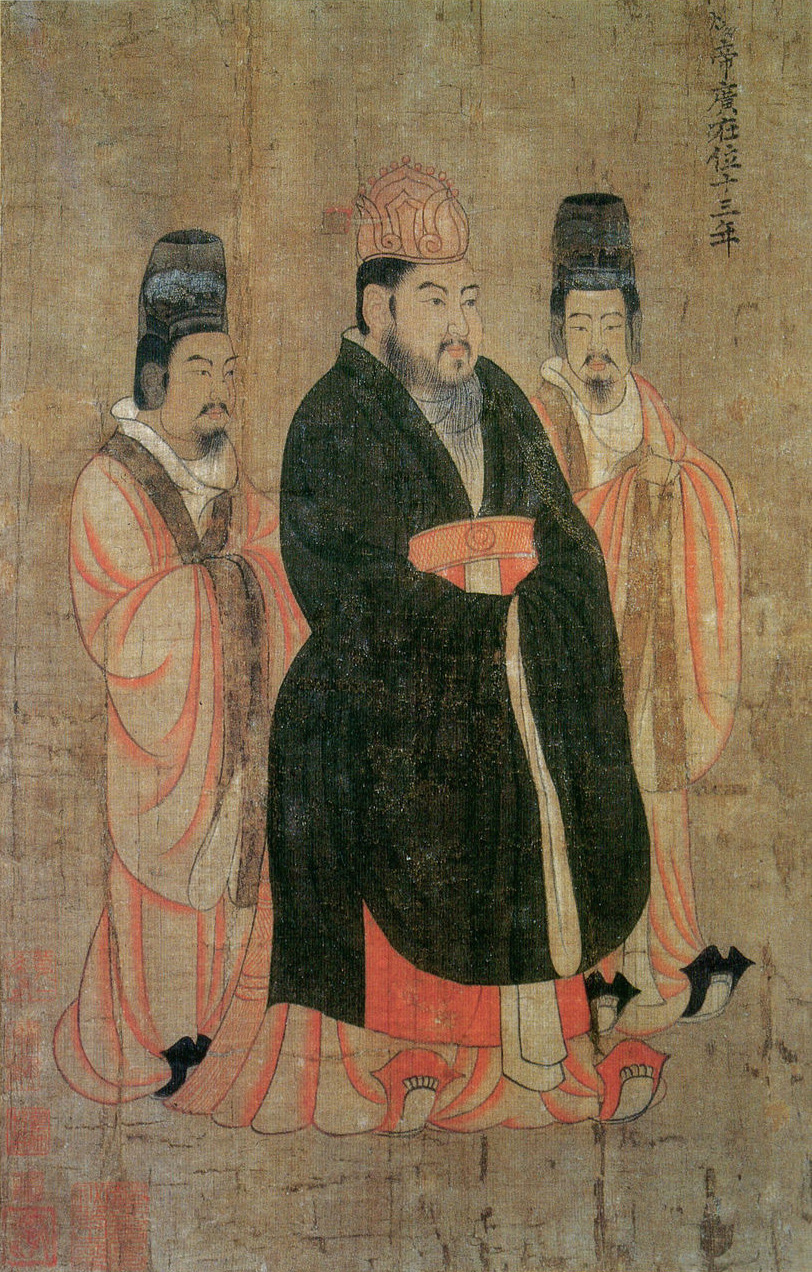
隋煬帝像

隋煬帝初期國力仍然興盛，在政治制度上，隋煬帝改革官制與租調制度，並開始設進士科，這些都創新典章制度。隋煬帝經營東都、開運河、修馳道與築長城，帶動關中地區與南北各地區經濟與貿易發展；並對四周國家展開征討威服，擴張隋朝版圖。然而，由於隋煬帝本身急功好利並且暴虐，使得這些作為對社會反而造成破壞。由於長安位處偏西，糧食供應困難。604年隋煬帝派楊素、宇文愷於洛陽興建東都，並在第二年遷都洛陽，以掌控關東與江南經濟，在洛口（今河南鞏義）、迴洛（今河南洛陽）等地興建大糧倉以備荒年時所使用。由於每月要役使民丁兩百萬人，隋煬帝又注重宮城完善奢華，因此消耗了大量的人力物力。
為了溝通江南經濟地區、關中政治地區與燕、趙、遼東等軍事地區的運輸與經濟發展，隋煬帝推動隋唐大運河的建造。大運河帶來許多好處：將中國重要水系連接起來，形成運輸網路；帶動沿岸城市的發展，興起許多商業城市，其中江都（今揚州）更成為隋朝的經濟重心；促進各個地區的文化發展與民族融合。然而，由於隋煬帝急促興建大運河，為人民帶來很多負擔。掘河的民伕，經久不息地勞動，受凍挨餓，加上疾病侵襲，死亡人數占全部一半以上。605年隋煬帝開鑿通濟渠的同時，帶後宮、諸王、衛隊等大量人群沿運河巡視南方，沿途之上，花費許多資金，徵調許多人民。607年隋煬帝巡視北方時，徵調北方人民經太行山開鑿馳道達並州，並向附屬的突厥啟民可汗要求突厥民眾協助開鑿馳道。早在隋文帝時期，在朔方、靈武等地修築長城。608年隋煬帝出巡榆林時動員壯丁百餘萬人，於榆林至紫河（今內蒙古、山西西北長城外的渾河）開築長城以保護突厥啟民可汗。
隋煬帝耗費大量人力物資，四處征討，過度耗費隋朝國力（以對高句麗的戰爭最劇），為隋朝帶來了衰亡。隋初，突厥汗國十分強大，時常侵擾內地，隋朝被迫修長城，重兵駐守（詳見隋與突厥之戰）。582年5月突厥率四十萬大軍，殺入長城。583年4月隋軍分八路北伐突厥。隋將長孫晟用離間之計，使本來已經在北周時期分裂為東突厥與西突厥兩部的突厥汗國互相攻戰。599年東突厥突利可汗戰敗降隋，611年西突厥處羅可汗亦降隋朝。605年隋將韋雲起率突厥兵大敗契丹，基本解決北方外患。除了北方外，位於隴西青海一帶的吐谷渾汗國，也時常入侵隋朝。596年隋文帝派光化公主與吐谷渾和親以安撫之，608年隋煬帝派軍佔領吐谷渾，史稱隋與吐谷渾之戰。隔年隋煬帝西巡張掖，置河源（今青海興海東南）、西海（今青海湖西）、鄯善（今新疆若羌）與且末（今且末西南）四郡。西域二十七國君主與大臣紛紛朝見隋帝，各國商人雲集張掖進行貿易。602年，隋文帝派交州道行軍總管劉方率兵南下，劉方隨後遣使勸降，後李南帝李佛子因畏懼而率軍投降，被劉方縛送隋都長安，與其他將領一同被斬首，北越南地區遂受隋朝統治。隋煬帝時，605年，隋群臣有言林邑國多奇寶者林邑，隋帝乃授劉方驩州道行軍總管，領兵擊敗林邑。
東北方面，倭國（即日本，時為飛鳥時代）正值改革派的聖德太子執政，他派遣隋使以學習隋朝文化與典章制度。兩國之間雖然因帝王稱呼問題在外交上發生“禮儀之爭”，但並未嚴重影響雙方關係。最後是強盛的高句麗。朝鮮半島南部的百濟與新羅是隋朝的藩屬國，他們希望能藉助隋朝的力量制服高句麗。而隋朝征討高句麗，是因為高句麗王高元與勿吉進兵隋朝遼西，且牴觸隋朝的朝貢體制，於是雙方兵刃相見，史稱隋與高句麗的戰爭。隋朝總共對高句麗發動四次征戰，導致數百萬人喪生，引起國內人民對隋煬帝的強烈不滿。其中在第四次攻高句麗時爆發隋末民變，隋將相繼叛變，隋朝趨向滅亡。

### 隋末民變

隋末群雄割据图，粉红色是河北民军势力，红色是瓦岗军势力，黄色是江淮民军势力

隋末群雄割據圖，粉紅色是河北民軍勢力，紅色是瓦崗軍勢力，黃色是江淮民軍勢力

隋煬帝多次發動戰爭勞民耗財，最終引起嚴重的統治危機，早在隋煬帝大業六年（610年）就因為抗拒府兵制的徵召而爆發了四次民變，但是被隋軍迅速鎮壓。611年豫州道、冀州道、兗州道等發生黃河大水成災，漂沒四十餘郡，王薄率眾於兗州道的長白山（山東济南市章丘区）發動民變，抵制隋煬帝東征高句麗，唱出著名的《莫向遼東浪死歌》。當時民變範圍大多集中在關東的豫州道、冀州道、兗州道、青州道和徐州道，不久被隋軍鎮壓。613年劉元進據吳郡，自稱天子，同年被滅。直到楊素的兒子楊玄感於黎陽（今河南浚縣東北）舉兵叛變，隋朝的達官子弟紛紛參加，帶動全國各地紛紛叛亂。
當時群雄割據，數量繁多，主要勢力如下：河南地區有翟讓、李密的瓦崗軍。616年翟讓在李密建議下，攻破要塞金堤關（河南滎陽東北），打下滎陽諸縣。617年瓦崗軍又攻破距東都洛陽的糧食存庫興洛倉。由於李密擅長作戰，翟讓讓位給他。李密自封魏公，建國魏，以洛口為根據地。隨後佔領回洛倉，直逼洛陽城下。然而內部糾紛使得李密殺翟讓等人。河北地區有竇建德的叛軍，616年竇建德領導河北叛軍轉戰河北各地，佔據冀州大部分地區，兩年後自封夏王，建國夏。江淮地區以杜伏威、輔公祏較強。613年兩人在齊郡（治歷城，今山東济南市）舉兵叛亂，隨後南下到江淮南地區發展。617年佔領高郵，切斷南逃江都（今江蘇揚州）的隋煬帝與北方的聯繫。杜伏威自稱總管，以輔公祏為長史。
軍事重鎮並州地區有李淵，617年於太原留守的李淵發動晉陽起兵，不久攻克長安，617年12月18日，擁立留守长安的嫡皇孙代王侑為隋恭帝，遙尊隋煬帝為太上皇，此舉更引致隋軍失去後援之地，進退失據，首都失守更引致隋軍人心惶惶，十居其九都投降唐朝或其他的地方起義集團，間接使隋朝走上全面滅亡之路。南方最大勢力為蕭銑，617年蕭銑與董景珍、雷世猛等舉兵反隋。隔年稱帝，建國梁，定都江陵。其勢力東至九江，西至三峽，南至交趾，北達漢水。其他尚有616年李子通據海陵；林士弘據虔州。617年劉武周據馬邑，自稱太守。梁師都據朔方，自稱梁帝。郭子和據榆林，自稱永樂王。李軌據武威，自稱河西大涼王。薛舉據天水，自稱秦帝。劉、梁、郭都依附突厥。由于道路阻隔，隋炀帝可能不知道代王已被拥立，至死仍以皇帝自居并发号施令。
隋廷在此局勢下迅速的土崩瓦解。早在616年，隋煬帝命恭帝庶兄越王侗留守東都，自己率眾前往江都。他下令築丹陽宮，準備遷都丹陽（今江蘇南京）。跟隨他的大臣衛士大多是關中人，不願意長居江南，加上江都糧盡，人人北逃關中。618年宇文化及、司馬德戡與裴虔通等人發動兵變，弑隋煬帝，杀死炀帝子孙、杨秀父子、杨谅子杨颢等宗室，擁立炀帝侄秦王楊浩為帝。中原地區得知隋煬帝死訊後，於同年李淵逼迫隋恭帝楊侑禪位，稱帝建立唐朝，為唐高祖，楊侑改封酅国公，不久後死去；洛陽守將元文都、王世充等擁立越王侗為帝，也稱隋恭帝。因畏惧宇文化及的实力，原本敌对的李密和杨侗联合，李密向杨侗称臣，受命讨伐宇文化及。宇文化及於黎陽（今河南浚縣北）被李密擊潰，為了稱帝又弑隋帝楊浩，建國許。王世充杀元文都夺权，又击溃李密，李密投唐复叛而败亡，此后民变首领多向杨侗称臣。宇文化及最後被唐將李神通與夏王竇建德聯合剿滅。皇泰二年四月初五日（619年5月23日），王世充廢隋恭帝楊侗，隋朝亡，王世充自立為帝，建國鄭，而楊侗被改封潞国公，不久後被殺。隋朝立國僅僅38年，是繼秦朝及西晉後統一全國但又短命的中央皇朝。
杨侑死后，唐朝以杨侑族子杨行基嗣酅国公。唐武德三年（620年），东突厥的处罗可汗派人迎接炀帝遗孀萧皇后及其孙杨政道，立杨政道为隋王，打算夺取并州以安置杨政道，但没有来得及出兵便去世。唐貞觀四年（630年），唐朝出兵灭亡东突厥，杨政道和萧皇后返回中原，隋国也因而取消。酅国公的封爵至少传承到后晋。

## 疆域及行政區劃

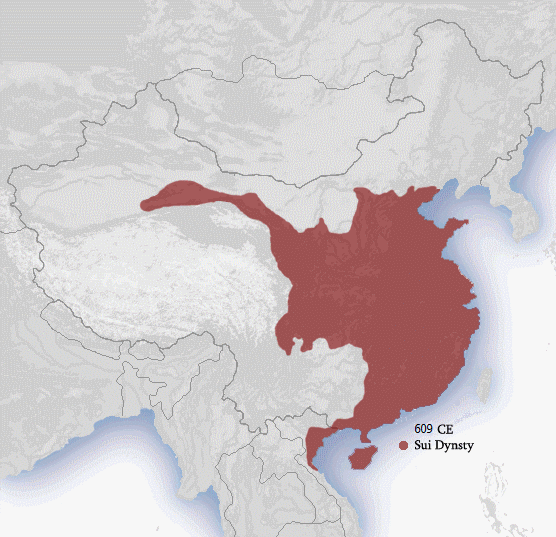
本圖為隋煬帝大業五年（609年）隋朝疆域圖

隋唐時期，地方官制也逐步完善起來。583年，楊尚希、蘇威等請廢郡，隋文帝聽從建議，把東漢以來的州郡縣三級制（漢靈帝中平五年，188年）改成州縣二級制，並且合併一些州縣，裁減冗員，消除權力層疊、機構過多的弊端。隋煬帝時又改州為郡，但是仍為二級制。雖然隋朝實行的是郡（州）縣二級制，但是實際天下的郡數已經遠遠超過了秦漢時的六十郡（秦始皇三十七年，前210年）或一百零三郡（漢平帝元始二年，2年），達到了鼎盛時期的一百九十郡。隋廷無法同時兼顧近兩百個郡級行政區，所以隋煬帝效仿漢武帝設置監察州監督各郡職務，監察州置刺史，輔官有長史、司馬等。當時隋朝有冀州道、兗州道、青州道、徐州道、豫州道、揚州道、荊州道 、梁州道及雍州道等監察州。郡（州）級行政區置太守，輔官有郡丞、郡尉、郡正等。在各諸侯王封國置國官，有令、大農、尉、典衛、常侍等。郡（州）之下設有縣級行政區，各縣置縣令，輔官有縣丞、縣尉、縣正等。在首都又稱京縣，又依地域好壞分成望縣或緊縣，或是依戶口多少分為上、中、中下及下四等。縣以下的基礎組織是四家為鄰、五家為保、百戶為里、五里為鄉。鄉置耆老、里設里正。里正負責查核戶口，收授土地，監督農業生產。五百戶以上的市鎮設坊，置坊正；城敦外設村，置村正，每超過一百戶增設一人。

隋煬帝時，改州為郡，共190個郡，並設九個監察州

隋文帝改革地方官員任命銓敘制度：九品以上的地方官員均由吏部任免，每年考核殿最。州縣佐吏三年必須更換，不得連任，不許用當地人，必須用外地人，從而防止了地方豪強地主壟斷政權，減少了官商勾結的危機，加強了中央對地方的控制。隋朝效仿九品中正制，在行政區劃上也按照各郡（州）縣情況劃分上上至下下九等，按照級別不同職官人數品級等都有區別，但是其具體情況記載不多。此外，雍州、京兆郡、長安縣等由於政治因素比較特殊的區劃，其長官名稱、職官配置也有所區別。隋朝滅亡後，後繼的唐朝改郡為州，並且也沿襲在州級上建立道級監察區，建立州縣二級制。
隋朝疆域方面，在東北地區，隋朝對高句麗連年戰爭，邊界固定在遼水一帶。在北疆，隋朝佔領之前被突厥汗國控制的河套地區，把邊界擴展到五原、定襄等陰山以北之地，降服突厥啟民可汗。西域地區，隋朝從突厥取得伊吾郡（今新疆哈密地區）。隋煬帝趁吐谷渾汗國被高車打敗之機，攻滅吐谷渾，取得青海一帶領地，於河西走廊設置鄯善（治所在今新疆若羌縣）、且末（治所在今新疆且末縣南）、西海（治所在今青海湖西古伏俟城）和河源（治所在今青海興海縣東南）四郡，深入青海湖及西域東部。西南地區方面，隋初本領有南中地區，在593年設南寧州總管府於味縣（今雲南曲靖市），但數年後因爨族反抗而放棄。南方方面，605年隋朝攻滅林邑國，設置比景郡、象浦郡、海陰郡等三郡，其中海陰在西漢日南郡南，不久林邑人收復故地。早在南朝梁陳之際，南嶺俚族首領冼夫人受到海南島儋耳人的歸附。由於冼夫人對隋朝的效忠，使隋朝順利地管轄海南島，設置珠崖郡與儋耳郡。

## 政治制度

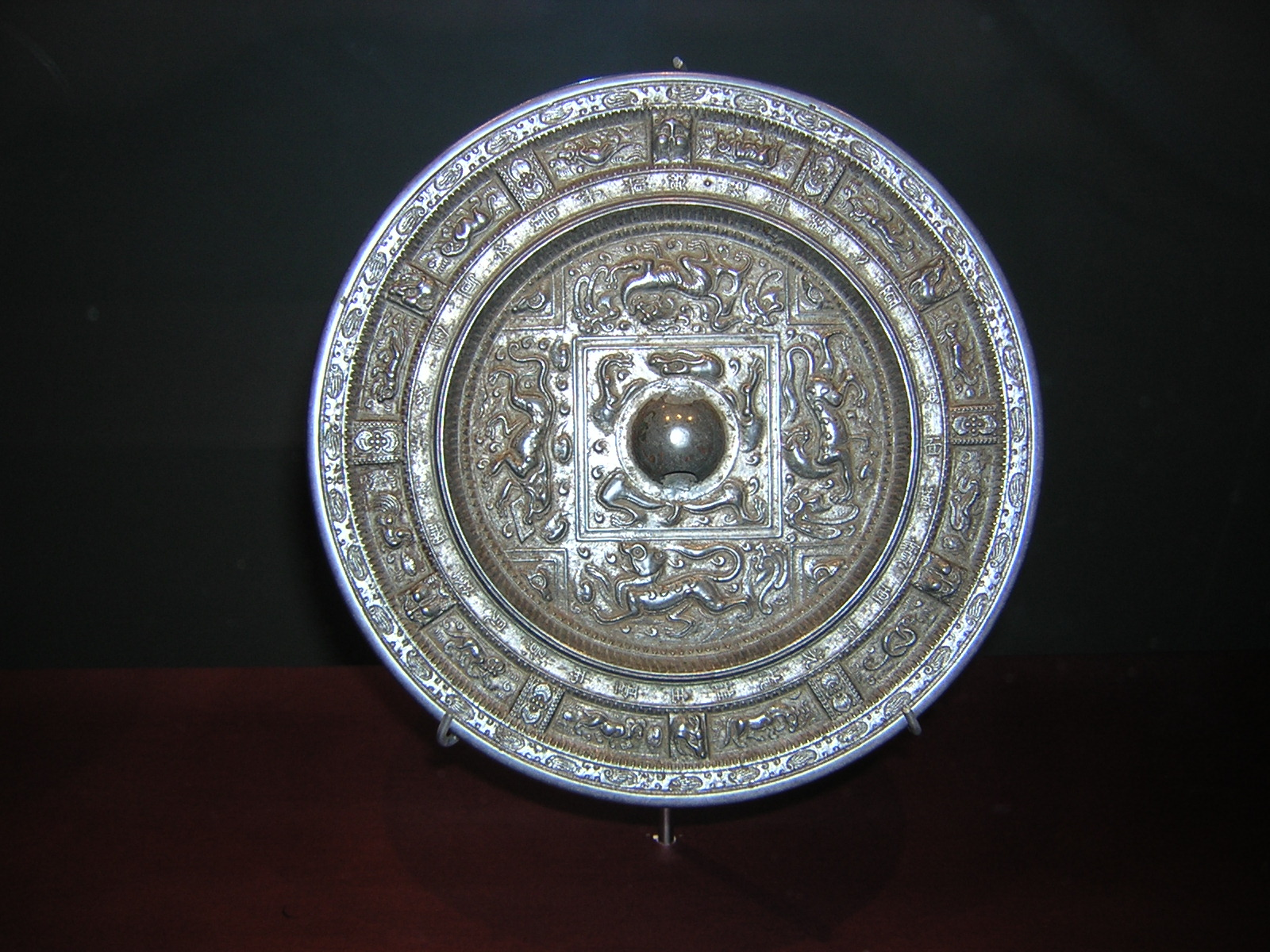
隋朝時期的銅鏡，背面顯示出十二生肖，法國集美博物館館藏

隋文帝廢除了北周仿照《周禮》所創立的六官制度，承襲北齊的三省制，正式確立三省六部制，全面性的發展中央集權。隋朝設有三師、三公虛職，品位崇尊，並不主事。隋朝皇權極大，相權被分給尚書省（尚書僕射）、門下省（納言）與內史省（內史令）三個機關，使其互相牽制，又受制於皇帝。內史省起草詔令，為決策機構，門下省職掌封駁，為審議機構，尚書省執行政令，是行政機關。另外，如果有官員有「參掌機事」稱號，也是宰相之一。尚書省是行政中心，「事無不總」，下轄六部，六部的命令再交給九寺五監執行。中央監察機關是御史台，由御史大夫負責，掌管邦國刑憲典章，以肅正朝廷。而都水台掌管河道運輸、管理隋唐大運河與溝渠灌溉。
尚書省主要由吏部、度支（大业改民部）、禮部、兵部、都官（大业改刑部）與工部等六曹組成，每曹又辖四司。吏部曹是六曹之首，辖吏部、主爵、司勋、考功四司，掌管官員選受、升遷、封賞、考績等人事業務，對國家政治起決定的作用。度支曹辖度支、户部、金部、仓部四司，掌管戶口、稅收、會計等財務業務，主要維持朝廷開支。禮部曹辖礼部、祠部、主客、膳部四司，掌管禮儀、祭祀、貢舉等禮儀、外交業務。兵部曹辖兵部、职方、驾部、库部四司，掌管武選、勘測、將士訓練、武器生產等國防業務。都官曹辖都官、刑部、比部、司门四司，掌管命令、刑法、徒隸、按復獻禁等法務業務。工部曹辖工部、屯田、虞部、水部四司，掌管山地湖泊、農業、營建、手工業及諸司公廨紙筆墨之事等經濟、後勤業務。九寺两監是中央政府的辦事機關，九寺分為太常、光祿、衛尉、宗正、太僕、大理、大鴻臚、司農與太府等；兩監有國子監和將作監。寺監執行六部所下達的命令，執行完後必須「申復所司」。處理具體事務時，寺監同六部有隸屬與承受的關係。
隋朝實施的科舉制度，對中國政治選拔人才帶來極大影響。早在南朝梁時，梁武帝為了選拔有用人才已萌生出「舉明經」的明經科的科舉制度，但是魏晉以來的九品中正制仍然延續。隋朝時，587年，隋文帝正式設立科舉制度，取代九品中正制，自此選官不問門第。科舉制度初期設諸州歲貢，規定各州每年向中央選送三人，參加秀才與明經科的考試；606年隋煬帝增設進士科。當時秀才試方略、進士試時務策、明經試經術，形成一套完整的國家分科選才制度。當時以明經最為高級，進士試居次。當時選士制度只稱為秀才科，與唐之科舉有一定區別。秀才科可謂科舉的開端，相較于唐代是為不完善的考試制度，對實際取士作用不大，但已改變了門第壟斷官職的局面。科舉制度順應了歷代庶族地主在政治上得到應有的地位的要求，緩和了他們和朝廷的矛盾，使他們忠心擁戴中央，有利於選拔人才增強政治效率，對中央集權的鞏固起了積極的作用。而作為中國歷史上創新的科舉制度在隋的實行，也為唐朝提供了經驗，使科舉制度最終在唐朝成熟，逐步發展成中國歷史後半業的重要制度。
北周律法有時鬆，有時嚴，不好掌握，導致刑罰混亂。隋文帝即位後，於581年命高熲等人參考北齊北周舊律，制定法律。583年又讓蘇威等人加以修訂，完成了《開皇律》。《開皇律》以北齊《河清律》為底本、參考北周和南朝梁的律典，簡化律文，博取南北法律優點而成。史稱：「刑網簡要，疏而不失」，規定對十惡 者要嚴懲不貸。《開皇律》分十二卷，500條，刑罰分為：死刑、流刑、徒刑、杖刑、笞刑五種二十等。廢除了鞭刑、梟首、裂刑等酷刑，是唐朝及其以後各代法典的基礎。

## 外交

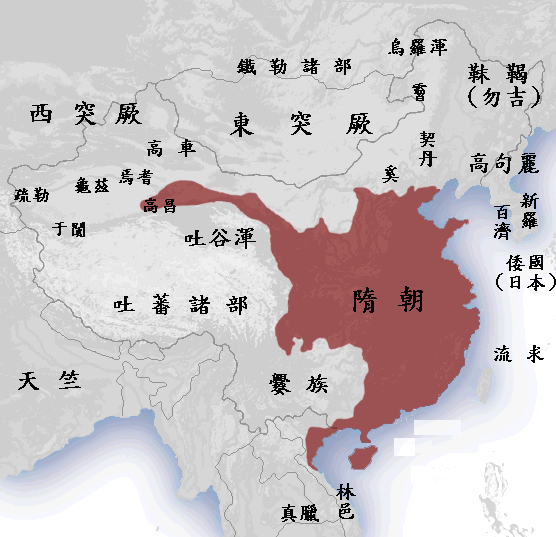
隋朝與鄰國地理關係圖

隋朝在對外交往上，主張眾國臣服的朝貢體制。各藩屬國奉隋朝為宗主國，定期朝貢，各國和平相處。如果有國家不願意臣服，必要時隋朝會採取戰爭的手段威服之。如果有國家侵犯另一國，隋朝為了維護朝貢體制會幫助弱國擊敗強國。如果各國臣服隋朝，隋朝也給予優惠回饋。在這樣外交理念下出現萬邦來朝的恢弘局面，重建以中國天子為中心的「天下秩序」。然而隋煬帝過度誇耀，浪費不少人力與物力。
北方方面，突厥汗國在土門可汗滅柔然後成為漠南漠北的強國，北朝各國莫不進貢突厥。然而在佗缽可汗死後突厥大亂，同時共出現5個可汗，沙缽略可汗為大可汗、時庵邏為第二可汗、大邏便為阿波可汗、玷厥為達頭可汗等。583年，由於隋朝不再進貢突厥，在加上北周千金公主的請求，沙缽略可汗決定發兵南侵，史稱隋與突厥之戰。經過多次戰役，隋文帝打敗突厥，並用長孫晟計謀使突厥汗國正式分裂成東突厥與西突厥。599年東突厥啟民可汗戰敗降隋，611年西突厥泥厥處羅可汗亦戰敗降隋朝，突厥的威脅暫時解除。605年隋將韋雲起率突厥兵大敗契丹，韋雲起揚言借道去柳城與高句麗交易，率軍入其境。韋雲軍進至距契丹大營50裡處，突然發起進攻，擊敗契丹軍。606年東突厥啟民可汗入朝時，隋煬帝招集全國樂人招待他。隔年隋煬帝到榆林，令宇文愷作大帳，邀請啟民可汗及契丹、奚、霫族族長參加大宴並看散樂，隋煬帝還贈送大量絲織品。隋煬帝又命宇文愷臨時造出大殿，稱「觀風行殿」。當地外族以為是神功，每望見御營，十裡外就跪伏叩頭，走路不敢騎馬。然而隋末民變時，各地群豪如薛舉、王世充、劉武周、梁師都、李軌、高開道等人紛紛向東突厥稱臣求援。突厥協助他們叛亂以弱化隋朝。

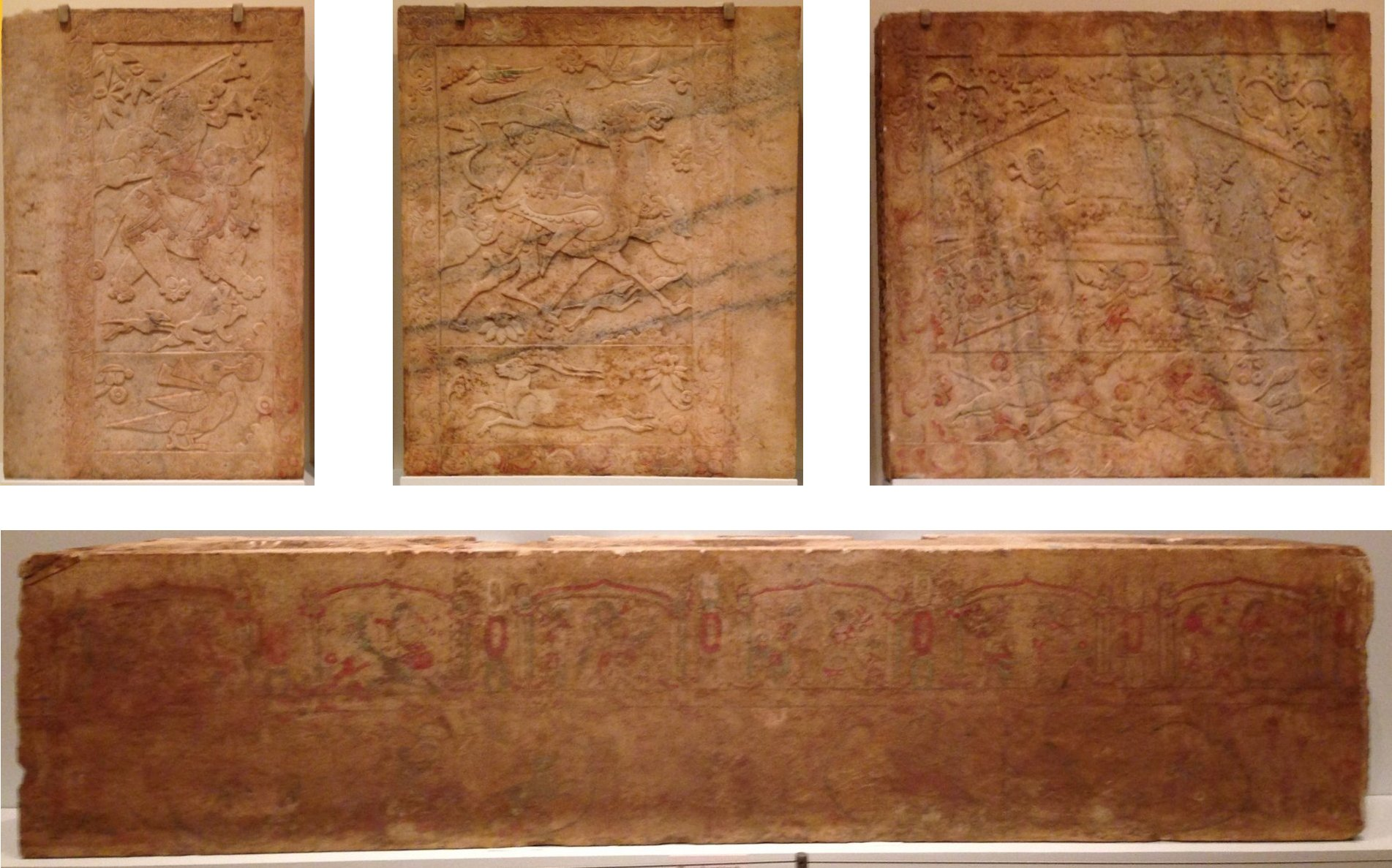
隋朝虞弘石棺外觀，虞弘墓入選1999年全國十大考古新發現。虞弘為西域粟特魚國人，在北齊、北周、隋朝為官司職，本石棺浮雕人物均深目高鼻，代表中亞文化已進入中國

當時西域絲路以敦煌為出發點，分三路向西，從伊吾（今新疆哈密）起為北路，從高昌起為中路，從鄯善起為南路，自東至西將近二萬裡。除了吐谷渾、高昌、焉耆、龜茲、疏勒、于闐等舊有國家之外，在中亞地區還有吐火羅、昭武九姓諸國與強盛的波斯帝國薩珊王朝以及在歐洲和波斯正在交戰的東羅馬帝國（隋唐时稱为拂菻國），隋朝亦有和这兩個帝国貿易。7世紀的東羅馬帝國歷史學家狄奥菲拉克特·西莫卡塔對隋文帝統一中國以及征服南方的陳朝的歷程進行了描述。西莫卡塔正確地將這些事件置於同時期的帝國皇帝莫里斯在位期間。西莫卡塔也提供了關於中國地理、南北雙方由長江分為兩個獨立的國家、首都胡姆丹（源自古突厥語“Khumdan”，即長安）及其風俗文化的粗略信息，認為中原人民“崇拜偶像”，但治理有方。
吐谷渾汗國是在青海、河西一帶的強國。始祖是遼西鮮卑慕容涉歸的庶長子慕容吐谷渾，吐谷渾與慕容廆不和，率眾西遷，最後在青海一帶定居。吐谷渾於329年建汗國，典章制度類同晉制，風俗與柔然、突厥相似。608年隋臣裴矩指使高車襲擊吐谷渾，吐谷渾向隋朝清求援軍。隋煬帝乘機出兵，於隔年滅吐谷渾，步薩鉢可汗逃亡（詳見隋與吐谷渾之戰）。隋廷設置鄯善、且末、西海、河源四郡以穩固河西走廊。615年隋朝陷入崩潰，步薩鉢可汗成功復國，最後於663年亡於吐蕃。隋煬帝花費許多物資金錢以誇耀隋朝聲威，令絲路各郡縣招待西域人，直到隋亡為止。當時西域商人雲集張掖，隋煬帝令裴矩駐張掖掌管通商事務，裴矩根據各國風俗民情，撰寫《西域圖記》。609年隋煬帝滅吐谷渾後率眾到張掖招見西域諸國君。高昌王麴伯雅與伊吾吐屯設等西域二十七國君主與大臣紛紛前來開宴會，呈現隋朝文物，奏樂九部音樂，十分盛大。為了展現隋朝的富饒，610年元宵節時，隋煬帝於東都為西域人演奏百戲，夜間燈火照耀同白晝，月底而終。並且讓西域人於醉飽後不取費用，但這使西域人認為過度鋪張奢華。

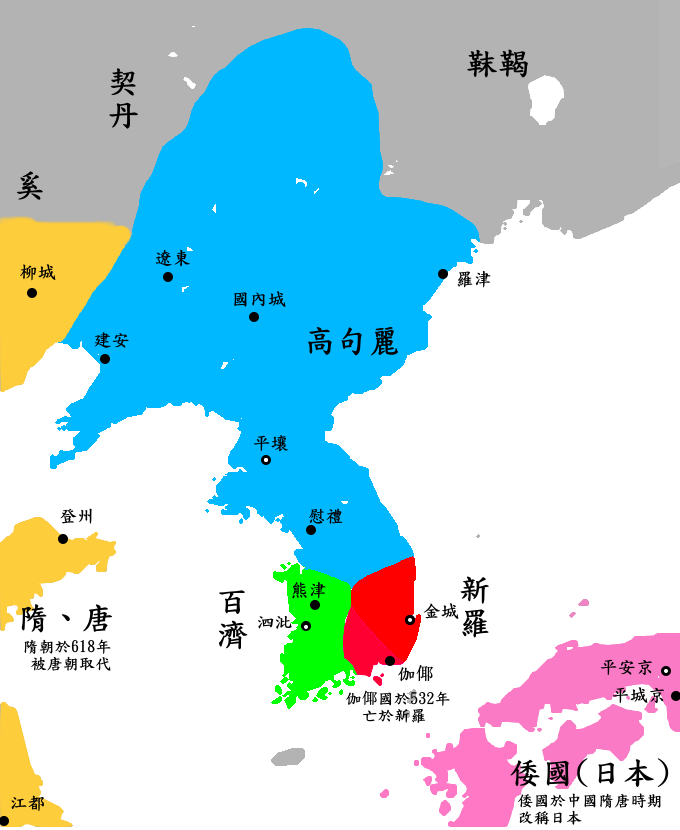
隋唐時期朝鮮半島與日本各國局勢圖

南方方面，南中地區由隋廷派兵駐守南寧州（即南朝時期的寧州），但實際上由當地豪族爨氏管轄，爨氏也發展成民族。不久爨族反隋，597年隋文帝遣史萬歲率兵征討，至西洱河、滇池一帶擊敗。爨族主要人物爨震、爨翫入朝，被隋文帝所殺。到隋末時爨族分裂成東、西兩爨，東爨稱「烏蠻」、西爨稱「白蠻」。西爨由六個部落組成，又稱六詔。六詔中蒙舍詔就是南詔和大理的前身。綜觀隋代在南中的經略，據學者方國瑜指出，是「多憑武力而少政治設施」。南海以南則有林邑、赤土、真臘與婆利國。隋煬帝派常駿、王君政等出使赤土國（今馬來半島克拉地峽一帶）。608年常駿等帶著絲織物五千段送給赤土國國王瞿曇利富多塞。他從南海郡（廣東廣州市）出航到赤土國。國王也遣兒子那邪迦隨常駿等來中國，隋煬帝賜那邪迦官位和物品。602年，隋文帝派交州道行軍總管劉方率兵南下，前李朝南帝李佛子率軍投降，北越南地區遂受隋朝統治。
東北亞有高句麗、新羅、百濟、倭國與流求。高句麗是東北亞的強國，國都長安城（今平壤）。隋滅南朝陳後，高句麗平原王即備戰防禦隋軍來犯。598年高句麗嬰陽王率眾萬餘人攻遼西。隋文帝借此發動大軍三十萬，分水陸兩路進攻高句麗。然而路徒險惡，死傷慘重，隋文帝只好退兵。隨後嬰陽王遣使請和，雙方和平。後來隋煬帝繼續走隋文帝受挫的舊路，607年由於高句麗與突厥聯盟，隋煬帝於612年、613年與614年對高句麗發動三次大規模戰爭。其中第一次東征高句麗遭受慘敗，浪費了巨大的人力物力，加重人民負擔，導致日後隋末民變的發生。百濟於隋文帝開皇初年遣使入隋，封為餘昌為「上開府、帶方郡公、百濟王」。隋滅南朝陳時，有戰船漂入海中，百濟供給豐厚物資送回，並派使祝賀隋朝統一。隋煬帝攻高句麗時，百濟亦曾在境內調動軍，聲言會協助隋軍，實際上卻是對高句麗保持友好，有意在兩國之間圖利。新羅於594年遣使入隋，隋封其王真平為「高祖拜真平為上開府、樂浪郡公、新羅王」。煬帝大業年間亦常遣使入隋。倭國（即日本，時為飛鳥時代）曾多次派使臣來華通好，600年就帶沙門（即僧侶）數十人來隋朝學佛法。607年大和推古天皇派遣隋使小野妹子向隋煬帝遞交國書，然而其中「日沒天子」一語過於傲慢，引得隋煬帝勃然大怒。次年小野妹子再次使隋，國書改為「東天皇敬白西皇帝」以緩和雙方關係。隋煬帝在608年也派裴世清回訪日。流求為東海島國，隋煬帝於607年和608年兩度派朱寬前往流求慰撫該國，但流求不從。610年派陳稜、張鎮州率兵萬人攻打流求，擊殺其主歡斯渴剌兜，俘男女數千人而去。在隋軍征戰期間，流求人曾到隋軍當中，進行貿易活動。

## 軍事制度

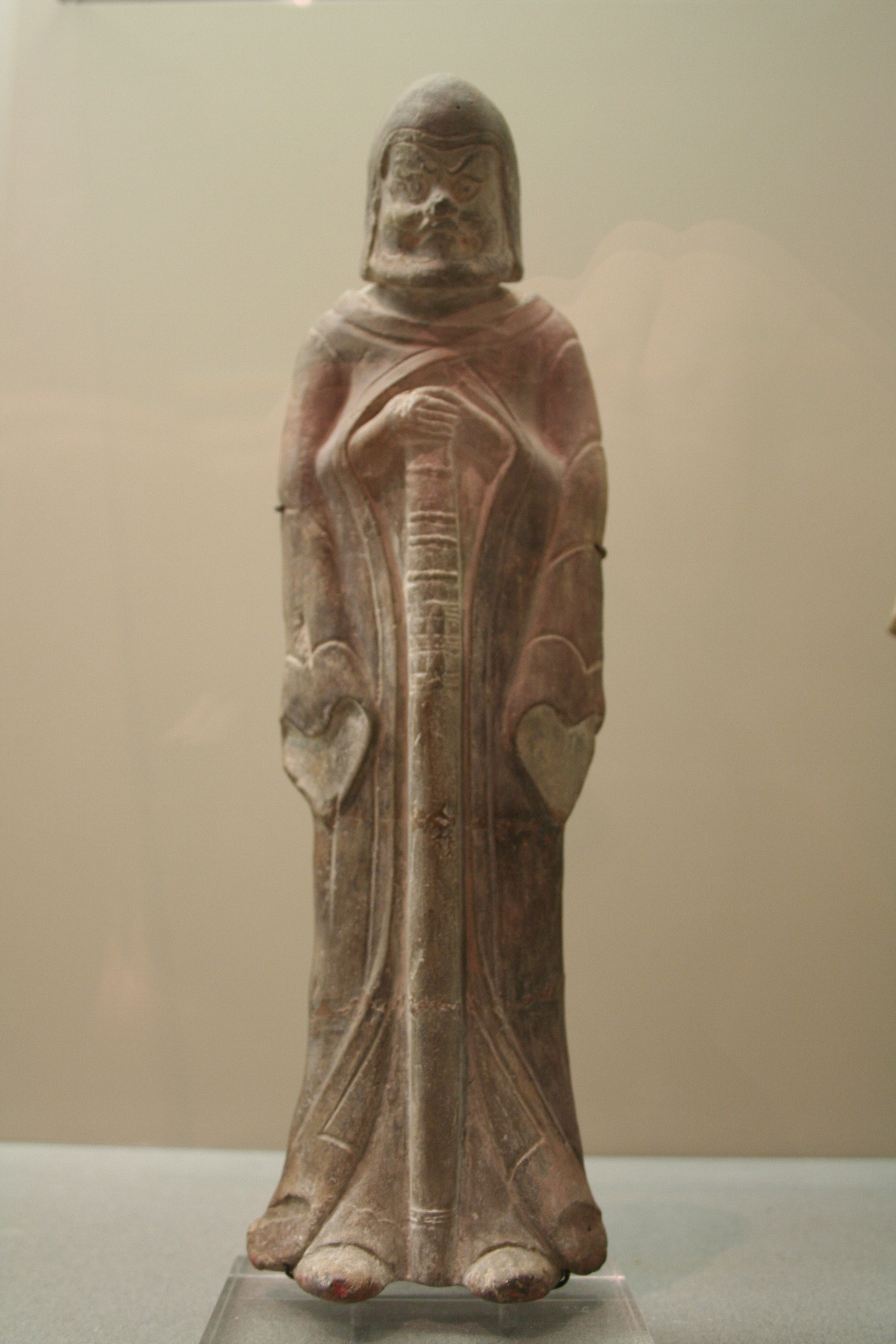
隋朝時期釉面勇士俑，法國賽奴奇亞洲博物館館藏

軍事制度方面，隋朝分置諸衛，統率軍府宿衛的制度源自西魏北周時的十二大將軍制，設置司衛、司武官，統率府兵宿衛宮禁；又有武侯府統率府兵巡警京城，各置上大夫。隋初沿北周之制，隋文帝設置中央管理機關為十二衛，此即十六衛的前身。十二衛分為左右翊衛、左右驍騎衛、左右武衛、左右屯衛、左右候衛和左右御衛。十二衛負責戍衛與征戰，戍衛分為內衛與外衛。有戰事時，皇帝詔命行軍元帥或行軍總管為戰時指揮官，組成作戰組織。例如隋滅陳之戰因為戰區較大，行軍元帥有楊廣、楊俊及楊素，由楊廣統一調度。隋與突厥之戰時，任命李晃為行軍總管。隋與吐谷渾之戰時，任梁遠為行軍總管。作戰結束後，結束總管職務，交還軍隊給各地總管。大業三年（607年）隋煬帝將十二衛擴充成衛統府的制度，這是為了擴張軍事力量、加強中央侍衛力量以及分散諸將權力。衛統府有十二衛四府，合稱十六衛或十六府。新成立的四府為：左右備身府和左右監門府。十二衛負責統領府兵與宿衛京城；四府不統府兵，左右備身府負責侍衛皇帝；左右監門府分掌宮殿門禁。十二衛率領外軍，屬於左右翊衛的驍騎衛軍、左右驍衛的豹騎軍、左右武衛的熊渠軍、左右屯衛的羽林軍、左右御衛的射聲軍和屬左右候衛的佽飛軍。左右翊衛兼領內軍。內軍指左右翊衛的親、勛、翊三衛統轄的五軍府和另屬東宮的三衛三府之兵，均由達官子弟擔任。
隋文帝又將全國各地劃分為若干軍事區域，設總管負責該地區軍事，平時備邊防患，戰時奉命出征。總管設有總管府，分上中下三等。另外尚有四大總管：晉王楊廣鎮並州、秦王楊俊鎮揚州、蜀王楊秀鎮益州、韋世康鎮荊州。隋朝共設有三十至五十多個總管，以長安為中心分為東西南北四大軍區，駐守天下諸州以抵禦外患。並且以北部邊疆地區為重點，鎮守要害。軍區共有：北及西北八府，主要防禦突厥汗國；東北七府，防禦突厥汗國和契丹；中西部八府，拱衛畿輔，扼守江源；東南九府，守南方形勝險固之地；另有防禦吐谷渾的疊州，鎮爨族之南寧；之後又增加遂、瀘二府以防備當時的西南各部落。後來唐朝也繼承這種作法，並且發展成「道」的軍區或監察區。。
隋文帝對府兵制也有所改革。將北周官職品級制度和文臣武將都納入同一個等級系統內。590年頒布關於將軍戶編入民戶的命令，軍人除了自己本身軍籍，還可以同家屬列入當地戶籍，按均田制授田，免除租庸調，並按規定輪番到京城宿衛，或執行其它任務。這個命令減輕中央朝廷經濟負擔，並且使軍人能夠和家屬同住，也擴大朝廷兵源，堪稱兵農合一。

## 人口

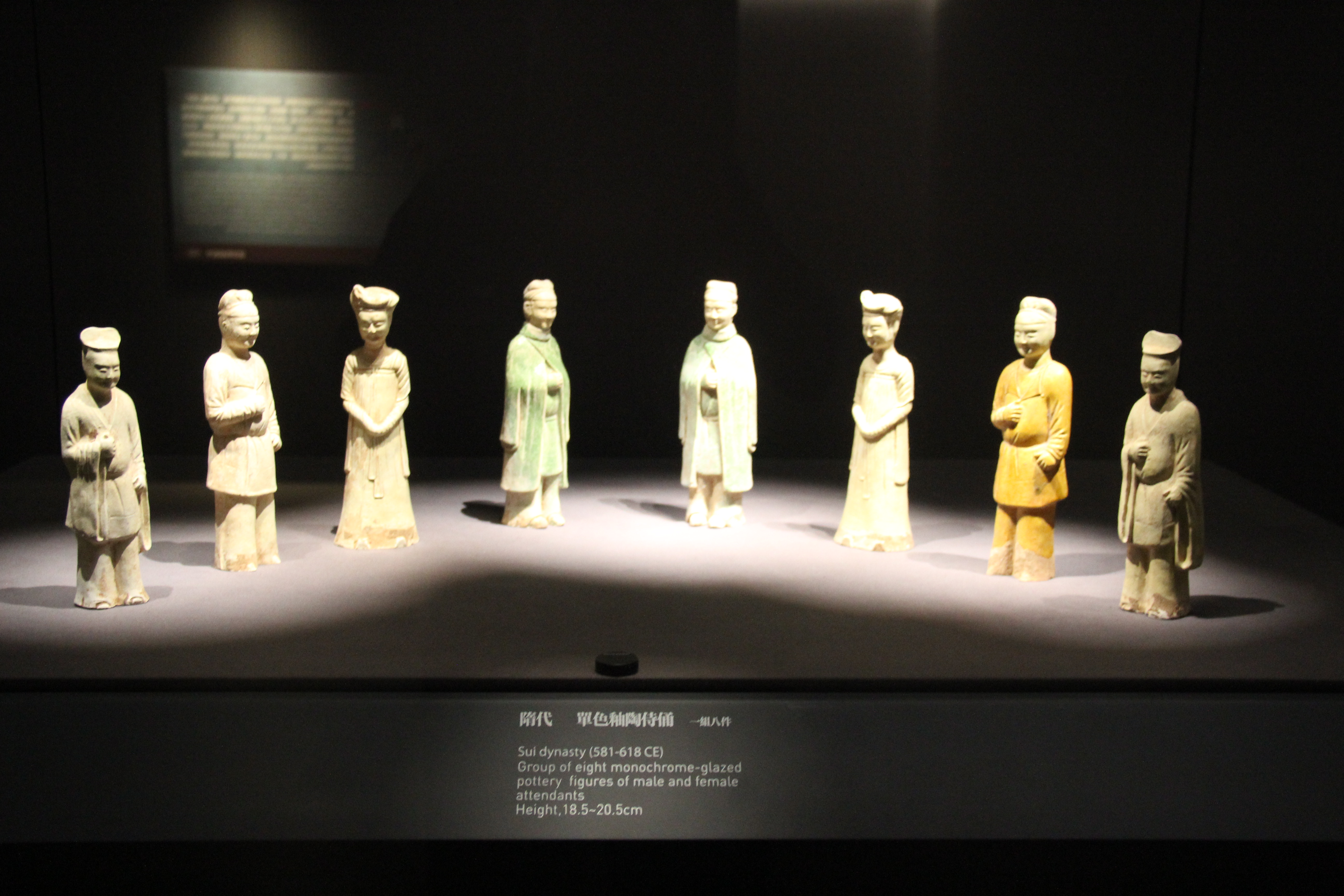
隋朝單色釉陶持俑，上海市震旦博物館館藏

五胡十六國和南北朝時，陸續入塞的遊牧民族與農業民族由互相衝突演化成文化的整合或涵化，到隋朝時形成漢胡的融合文化，當時的漢族文化融合了黃河、長江兩大流域以漢族為主體的各族群。魏晉南北朝時期戰爭相連，實際戶口銳減；人民因戰爭與課稅繁重而隱藏戶數；世族需要大量人力生產農業，包庇逃避朝廷課役的人民。導致「百室合戶，千丁共籍」的現象，使得朝廷統計的戶口數，比實際戶口數少。到隋朝時期，戶口數開始快速成長，主要是因為課稅輕，搖役少，加上世族政治與莊園制度的式微，人民願意脫離世族的蔭庇自立門戶。為了確切統計戶口數以保證賦稅來源，高熲令州縣官每年檢查戶口，從此地方無法藏匿人口。585年，隋文帝下令州縣官檢查戶口，自堂兄弟以下親屬必須分立戶籍，並且每年統計一次，北方因此多出了164萬餘口。609年，隋煬帝已經擁有南方，他又一次大檢查，得了24萬餘，新附口64萬餘。由此可見長江流域經東晉、南朝將近三百年的開發，已經擁有約等於黃河流域三分之一的人力，經濟地位与实力均有上升。 
隋代人口快速增加、墾田面積的擴大和國家糧倉的豐實，也帶動農業發展。根據《隋書·地理志》記載各郡分計數之和為全國有9,073,926戶，大體上恢復了四個世紀以前東漢時期的戶口數，到613年也依然有人口4450萬人。在26-27年間，戶數增加了428萬戶，人口增加了1700多萬。隨著勞動力的大量增加，社會經濟也呈現出繁榮的景象，朝廷正常的收入也增多。592年儲備的糧食和絹花等物堆積如山，史籍敘述府庫都藏滿，只好堆積在廊廡下，在一定程度上反映出隋朝農業的興盛。592年隋廷的府庫已經藏不下各地徵調的絹帛，不得不增闢左藏院儲存，隋文帝並令人口稠密的冀州道、豫州道、兗州道和青州道地區，今年田租減三分之一，調全免。隋亡後，根據《舊唐書》記載，618年唐代隋初際有180萬戶；623年有219萬戶，639年304萬戶。唐朝貞觀之治只是隋煬帝大業五年（609年）時人口的三分之一，唐朝要等到734年开元時期（8,018,710户，46,285,161口）才恢復並超過隋朝極盛時的人口（8,907,546户，46,019,956口）。
| 年代                                                | 戶數                | 口數                  | 備註 |
| --------------------------------------------------- | ------------------- | --------------------- | --- |
| 陳宣帝太建九年（577年）                             | 600,000戶           | 2,400,000人           | |
| 北周靜帝大定年間（581年）                           | 4,622,528戶         | 29,016,484人          | 楊堅受禪，隋朝成立，即隋文帝。 |
| 隋文帝開皇九年（589年）                             | 7,000,000戶         | 約40,000,000人        | 隋文帝發動隋滅陳之戰，南朝陳亡。 |
| 隋文帝開皇十七年（597年）                           | 8,700,000戶         | 44,500,000人          | |
| 隋煬帝大業五年（609年）                             | 8,907,546戶         | 46,019,956人          | 此為隋朝戶口最多時期，大體上恢復了四個世紀以前東漢時期的戶口數。                                                                                             |
| 隋煬帝大業九年（613年）                             | 8,613,345戶（估計） | 約44,500,000人        | 612年隋煬帝征伐高句麗失敗，據說30多萬隋軍僅有2700人返回。610年出現了抗拒府兵制徵召去作戰的四次民變但被迅速鎮壓，611年也有王薄的起義，到613年就發生隋末民變。 |
| 隋恭帝義寧二年（618年）                             | 1,800,000戶         | 約9,259,200人（估計） | 李淵廢隋恭帝，唐朝成立，即唐高祖。而隋朝大業五年到唐朝成立，人口下降率約為80%。                                                                              |
| 唐高祖武德六年（623年）                             | 2,190,000戶         | 約11,199,660人        | 只是隋朝極盛時的四分之一。 |
| 註：本表數據源自《文獻通考·戶口考一》與《舊唐書》。 |                     |                       | |

## 經濟
隋文帝為了穩定經濟，提出許多政策，使農業、手工業及商業都有成長。隋朝的經濟制度基本繼承了北周舊制，在均田制的基礎上實行以租庸調製為主體的服役制度。為了保證關中地區糧食穩定，隋廷建築了許多大糧倉，到隋文帝末年時，天下積儲還可供五、六十年。手工業以絲織業、陶瓷業和造船業為代表。其中在河南安陽、陝西西安的墓葬中出土的白瓷天鵝壺，質地堅硬，造型美觀，是中國最早發現的白瓷器之一。大一統使隋朝商業比魏晉南北朝發達許多。當時規模宏大、商業繁華的都市依序有長安、洛陽、江都、成都和廣州，在當時的世界是罕見的。

### 農業

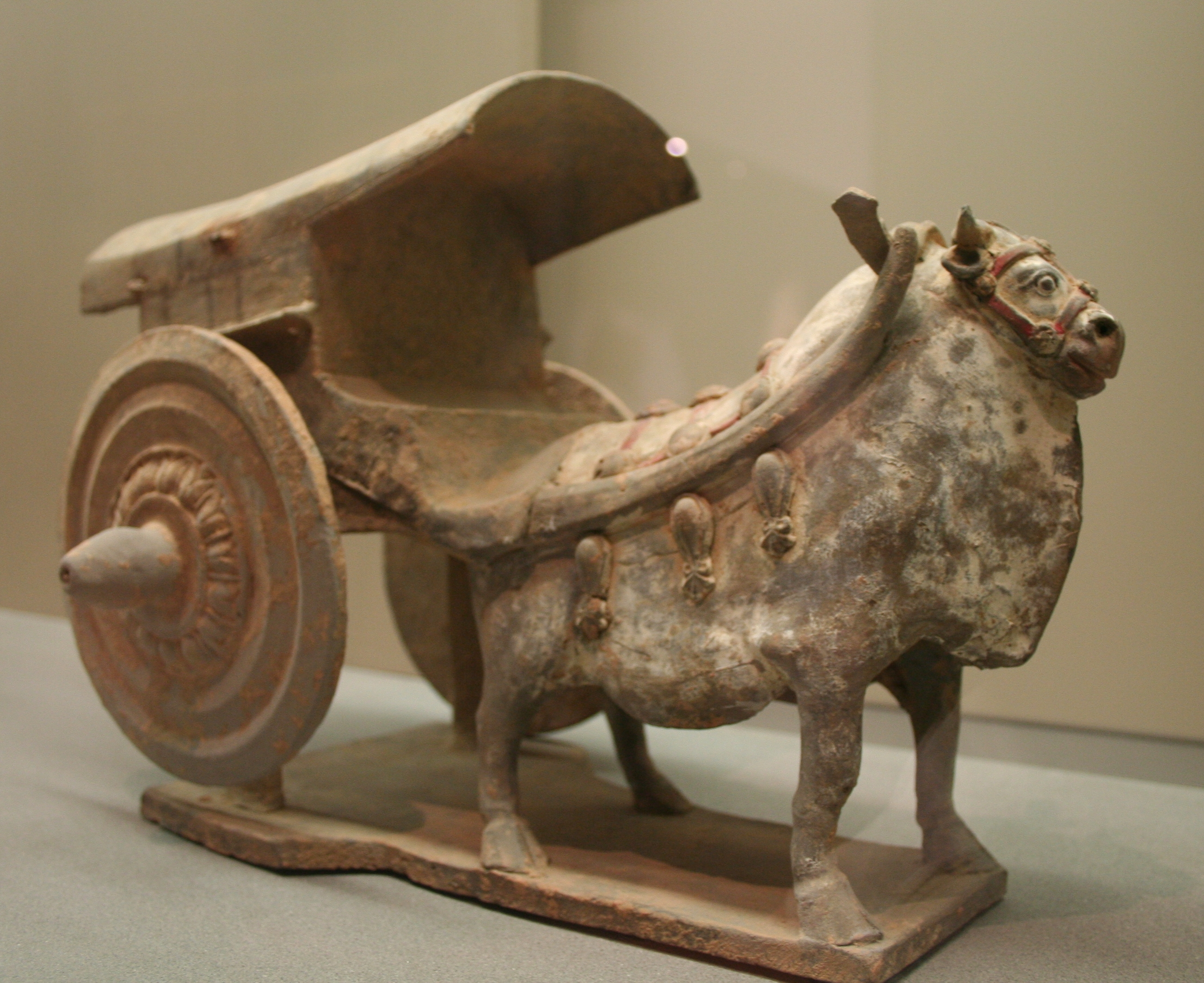
隋朝的牛車雕像，法國賽奴奇亞洲博物館館藏

隋文帝採取減輕賦稅、徭役、刑罰和檢驗戶口的措施，為農業發展提供有利條件。隋朝的均田制上至親王官員，下至平民百姓，均有一定受田數量，其中永業田永不用歸還，露田則需於死後歸還官府。隋朝時期尚且掌握一定數量的荒地，得以延續北朝的均田制，然而已出現部分地區土地分配不均。蘇威建議減少功臣的配額以補足百姓所需，遭到王誼的反對作罷。當時南方遺留莊園制度未退，均田制只於北方見若干成效。另外，隋朝也在邊疆地區推行屯田制以維持軍隊開支。隋朝的租庸調制繼承北周制度，將租調力役和庸絹納入賦稅制度。隋煬帝更免婦人、部曲、婦婢之課，租調徭役按丁徵收。有鑑於隋統一前，有相當量的人口依附豪族而成為「浮戶」，為了重新登錄戶口數字，並確保賦役徵收，加強對人民的控制，推行「大索貌閱」 和輸籍制，將依附民從豪族勢力轉到國家手中而成編戶之民，增加賦役收入 。隋朝把力役變成庸絹，是中國經濟史上的重要變化。
由於隋朝人口持續增長，為農業提供大量勞動力，使墾田面積也不斷增加。589年耕地面積19,404,167頃，至隋煬帝時期增加到55,854,040頃。隋文帝在位期間還大力的修復，興建和改造了許多水利工程。如在壽州（安徽壽縣）修復的芍陂，灌溉農田達五千餘頃。在糧食充足情況下，為了儲存糧食以防治荒災，隋文帝在全國各州設置官倉與義倉，義倉防小災，官倉防大災。為了保證關中地區糧食穩定，在長安、洛陽、洛口（今河南鞏義）、華州（今陝西華縣）和陝州（今河南陝縣）等地建築了許多大糧倉，在長安、並州（今太原）儲藏大量布料。義倉又稱社倉，是民間使用的糧倉。585年隋文帝採納度支尚書長孫平的建議，初置義倉。596年令諸州於收穫時，支出部分糧食存於義倉。遇有災害，就在當地賑給。義倉設在鄉間，西北地方設在縣城，開倉較為方便。到隋文帝末年時，天下積儲還可供五、六十年。
然而隋廷過度將天下物資集中管理，逐漸加重人民負擔。隋文帝晚年提倡嚴刑峻法，官吏們因為畏懼而不敢發糧賑濟百姓。以至於糧倉在天災人禍中未能及時發揮功能。因此，即使各倉的倉儲充實，卻與一般民眾的生活水準成反比，日後更成為了反隋起事者的攻擊目標。。至隋煬帝時，由於驕奢揮霍和窮兵黷武，耗費了國家大量的財富，使社會生產遭到嚴重的破壞。隋煬帝攻打高句麗慘敗，死者數十萬，「天下死於役而家傷於財」。613年山東河南發生水災，耕稼失時，田疇多荒。天災人禍交加，官吏勾結商人哄抬物價，地主富豪也乘機高利盤剝，爆發了隋末民變。

### 手工業

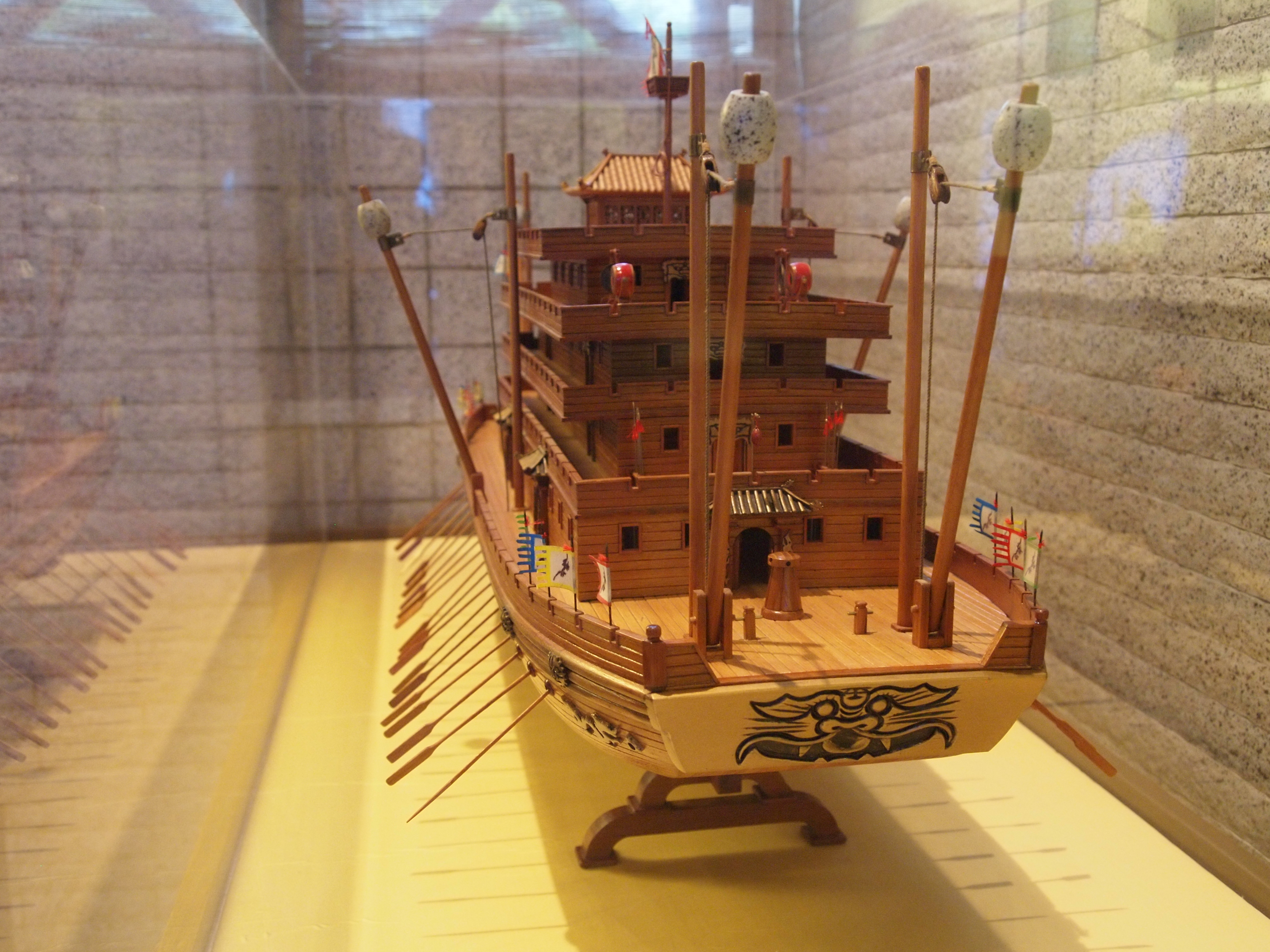
隋朝五牙艦模型，澳門海事博物館館藏

隋朝手工業的組織規模和技術水準，在不少方面都超過了前代，其中具代表的是絲織業、陶瓷業和造船業。河北、河南、四川和江南都是絲織品的重要產地。相州（今河南安陽）的綾紋布非常精美，「雕刻之工，特雲精妙」；四川蜀錦也十分有名。江南地區的宣城、吳郡（今江蘇蘇州），會稽（今浙江紹興）、餘杭一帶的婦女勤於紡織，以雞鳴布最出名。陶瓷業方面，在瓷土選煉和施釉技術都有提升。其中在河南安陽、陝西西安的墓葬中出土的白瓷天鵝壺，質地堅硬，造型美觀，是中國最早發現的白瓷器之一。隋朝青瓷器是以高火候燒成，硬度遠遠超過晉朝青瓷。生產地區在河北、河南、陝西、安徽及江南各地。隋朝造船業很發達。隋朝準備伐南朝陳時，楊素督造五牙大戰船，船上有五層樓，高百餘尺，前後安置了六個長五十尺的拍竿，用以撞擊敵船。隋煬帝巡遊江都時建造幾千隻船，消耗了大量的人力物資，也顯現出隋代高超的造船技術。這些船有皇帝坐的龍舟、皇后坐的翔螭、宮妃坐的浮景，還有漾彩、朱鳥、蒼螭、白虎等種類。其中供隋煬帝乘坐的龍舟規模最大且精美。
為朝廷服務的手工業，組織龐大，人數眾多，在手工業中佔主導地位。隋廷把全國各地大批優秀工匠遷居長安、洛陽，並經常徵發各地工匠輪番到京城服役。主管官營手工業的最高機構是尚書省的工部；具體管理官府所需各項產品的機關是太府寺（隋煬帝時分置少府監）；負責長安、洛陽皇宮及官廨土木工程的是將作寺（後改為將作監）。太府寺（或稱少府監）下設有左尚、右尚、內尚、司織、司染、掌治、鎧甲、弓弩等署。在一些地方州縣和礦產地區，也設有管理官府手工業作坊的機構。在這些官營手工業作坊中勞動的主要是官奴婢、刑徒和長期服役的工匠及短期輪番服役的地方工匠。這些受朝廷驅使的能工巧匠們，為隋朝皇室、官吏、軍隊生產各種生活用品和軍需器械，建造像長安大興城、洛陽東都等偉大都城。

### 商業

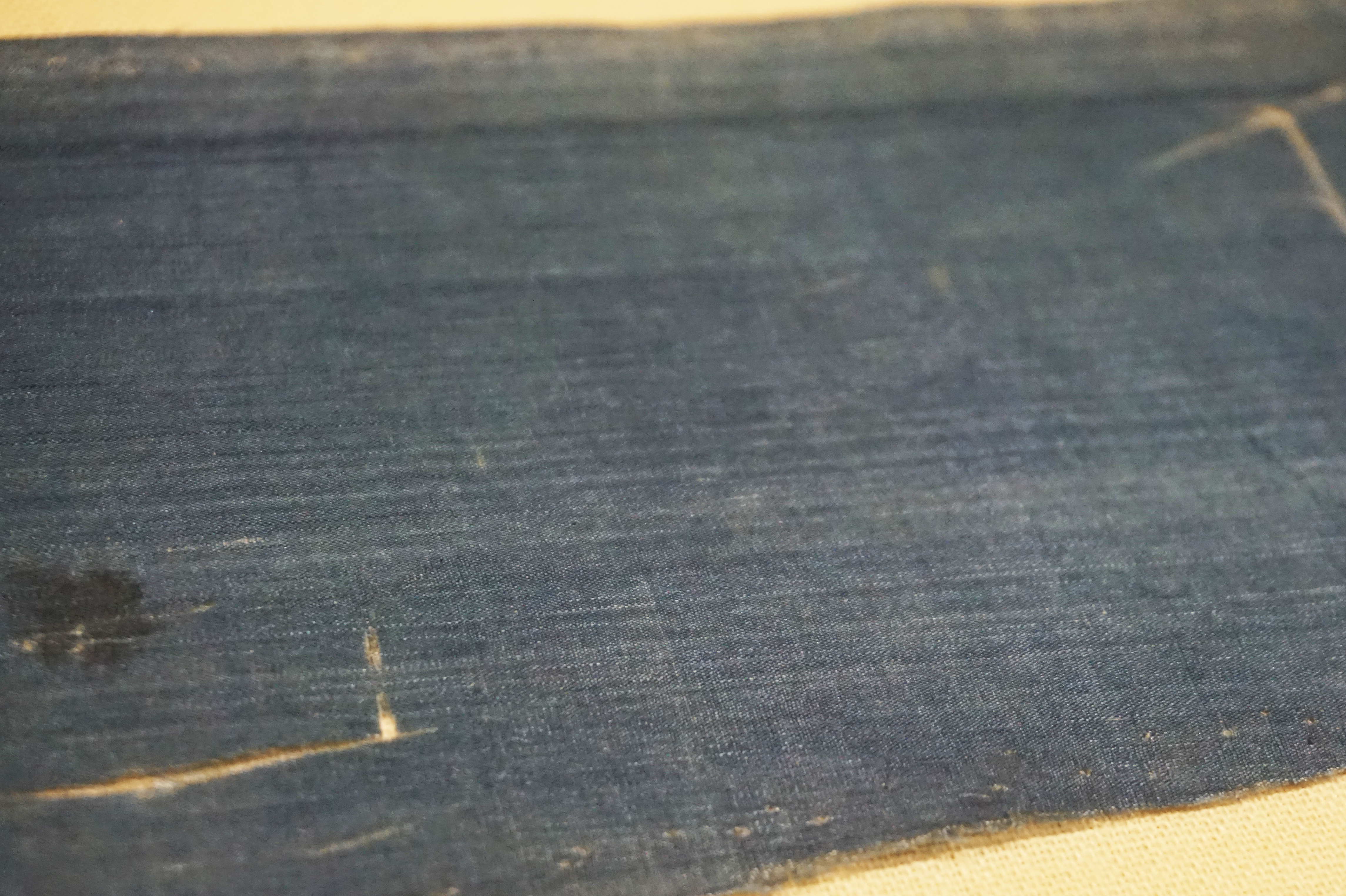
隋朝蓝绢片，新疆阿斯塔那墓地出土，中国丝绸博物馆馆藏

大一統使隋朝商業比魏晉南北朝發達許多，當時規模宏大、商業繁華的都市是長安、洛陽二京，在當時的世界是罕見的。長安有東西二市，東市名都會，西市名利人，外國商賈很多。洛陽在隋唐大運河開鑿以後成為南北貨物的集散地。洛陽有三市，東市名豐都，南市名大同，北市名通遠。其中通遠市臨通濟渠，周圍六裡，二十門分路入市，商旅雲集，停泊在渠內的舟船，數以萬計。江都是江南貨物集散地，藉由運河之便「北通涿郡之漁商，南運江都之轉輸，其為利也博哉！」。而宣城、毗陵（今江蘇常州）、吳郡（今江蘇蘇州）、會稽（今浙江紹興）、餘杭（今浙江杭州）、東陽（今浙江金華）等等商業城市都是江南繁華之地。成都是巴蜀地區的商業中心，而廣州是海外貿易的重心。當時隋朝的貿易路線分為西域絲路和海上貿易。西域絲路主要經河西走廊、西域到波斯薩珊王朝、歐洲東部的東羅馬帝國。海上貿易，通南洋諸國和日本，對日本的關係尤為密切。
南北朝時期貨幣不一致，南朝梁和南陳有五銖錢，嶺南（粵地）盛行鹽米布，北齊有常平五銖、北周有永通萬國、五行大布、五銖錢三類，河西諸郡用西域金銀錢。隋初，各地仍然多使用各地錢幣。581年隋文帝制定新五銖錢，每一千錢重四斤二兩，禁止古錢和私錢流通。並且陸續在江都（今江蘇揚州）立五爐，在江夏（今湖北武漢）立十爐，在成都（今四川成都）立五爐，依照規定鑄造五銖錢。隋煬帝末期，政治腐敗，私鑄盛行。每一千五銖錢只重一斤，甚至翦鐵片、裁皮革、糊紙錢混入銅錢中使用。隋末錢賤物貴，幣制崩敗，一直亂到亡國。自魏晉以至隋唐，穀物和絹帛等實物經常被用為交換的媒介。

## 建設
隋朝時期，隋文帝與隋煬帝建設許多設施，以提升隋朝政治、軍事、經濟與貿易的影響力與流動力。當時建設有長安大興城、洛陽東都、大糧倉、隋唐大運河、馳道與隋長城。為了方便管治潼關以東地區與維持關中糧食供應，建設洛陽東都以即在洛口倉、迴洛倉等地興建大糧倉。並在全國各地廣設官倉與義倉，既備國家軍政之需，又可積穀防災。為了鞏固北方國防力量，建立通往並州的馳道，擴建隋長城以保護歸附的北方民族。這些建設帶動關中地區與南北各地區經濟與貿易發展，最後又以隋唐大運河、大興城與东都城最有名。

### 大運河

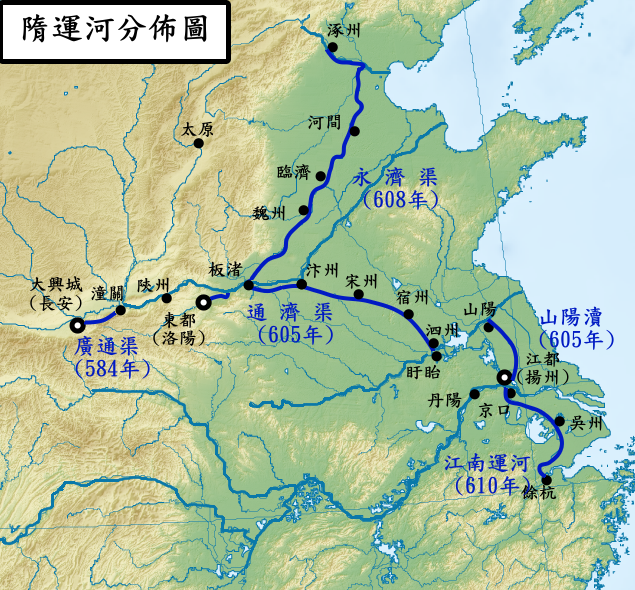
隋唐大運河，以東都洛陽為中心，西沿廣通渠達大興城長安，北由永濟渠達涿州、南經通濟渠、山陽瀆和江南運河達江都、餘杭

隋朝的政治和軍事中心位於關中和華北地區，經濟中心則是有大量糧食和紡織品的江南。如何維繫這些地區來便捷的運輸資源與軍力，就仰賴了數條運河。隋廷所開的運河大部分是利用自然河道，或是疏濬前代業已乾涸的舊溝，只有部分是以人力新開鑿。數條運河的連結成為全國性的運輸網路。
584年 隋文帝為了將關東資源便利的運至關中，任用宇文愷引渭水自長安開鑿到潼關的廣通渠，但砥柱仍阻礙關東漕運。587年為了興兵伐南朝陳，循前486年吳王夫差的開鑿的邗溝興建山陽瀆，自山陽（今江蘇淮安）至揚子（今江蘇儀征）入大江邊的江都（今江蘇揚州）。隋煬帝時大規模發展運河：605年開通通濟渠（又稱汴渠），並且在兩岸築御道，種植柳樹護岸。西段自今洛陽西郊引谷水、洛水入黃河。東段自滎陽汜水鎮東北開始，循夫差所開運河故道，引黃河經汴水、泗水達淮河，經過汴州（今河南開封）、宋州（今河南商丘）、宿州（今安徽宿州）、泗州（今安徽泗縣）等城市。同年又發淮南民十餘萬人再度修築山陽瀆，整治取直，中間不再繞道射陽湖以直達長江。為了將隋代江南的稅糧食和紡織品運到中都城，610年開築江南運河，自京口（江蘇鎮江）引大江經吳州（江蘇蘇州）至餘杭（今浙江杭州）的錢塘江。長八百餘裡，廣十餘丈。至此完成運河南段，隋煬帝還準備渡浙江遊會稽山。由於東征高句麗需要運輸龐大物資，大業四年（608年）發河北諸郡民男女百餘萬人開開通永濟渠，引黃河支流沁水南至黃河，北接衛河直達涿州（今河北保定），完成運河北段。涿州便成為東征高句麗的人員與物資的集中地。隋煬帝不恤民力，大造運河，又藉運河行奢華之事。611年隋煬帝乘龍舟自江都（今江蘇揚州）直達涿州。隋煬帝帶著百官和兩岸步行的候選士人數千人，泊了五十多天才到涿州，平均一天只走五十多裡。普通民船如果一晝夜走一百里，自江都到涿州不過一個月。
由廣通渠，永濟渠、通濟渠、山陽瀆和江南運河組成隋唐大運河。洛陽位居運河中心，西接首都長安，南通杭州，北通涿州，成為天下貨物集散地；江都形成江南貨物集散地，成為隋唐經濟重心；運河沿岸在唐朝中後期發展出數座「草市」的商業城市，促使運河沿線的經濟發展；還連通海上絲路，如揚州就有日本、新羅或渤海等外國商人駐足。雖然運河也帶來一些副作用，提升沿岸土壤的鹽鹼化與洪澇旱災的增加，但是隋唐大運河促使地域社會間人才，物資、思想的廣泛交流，整合中國各地資源，提升凝聚力。

### 大興城

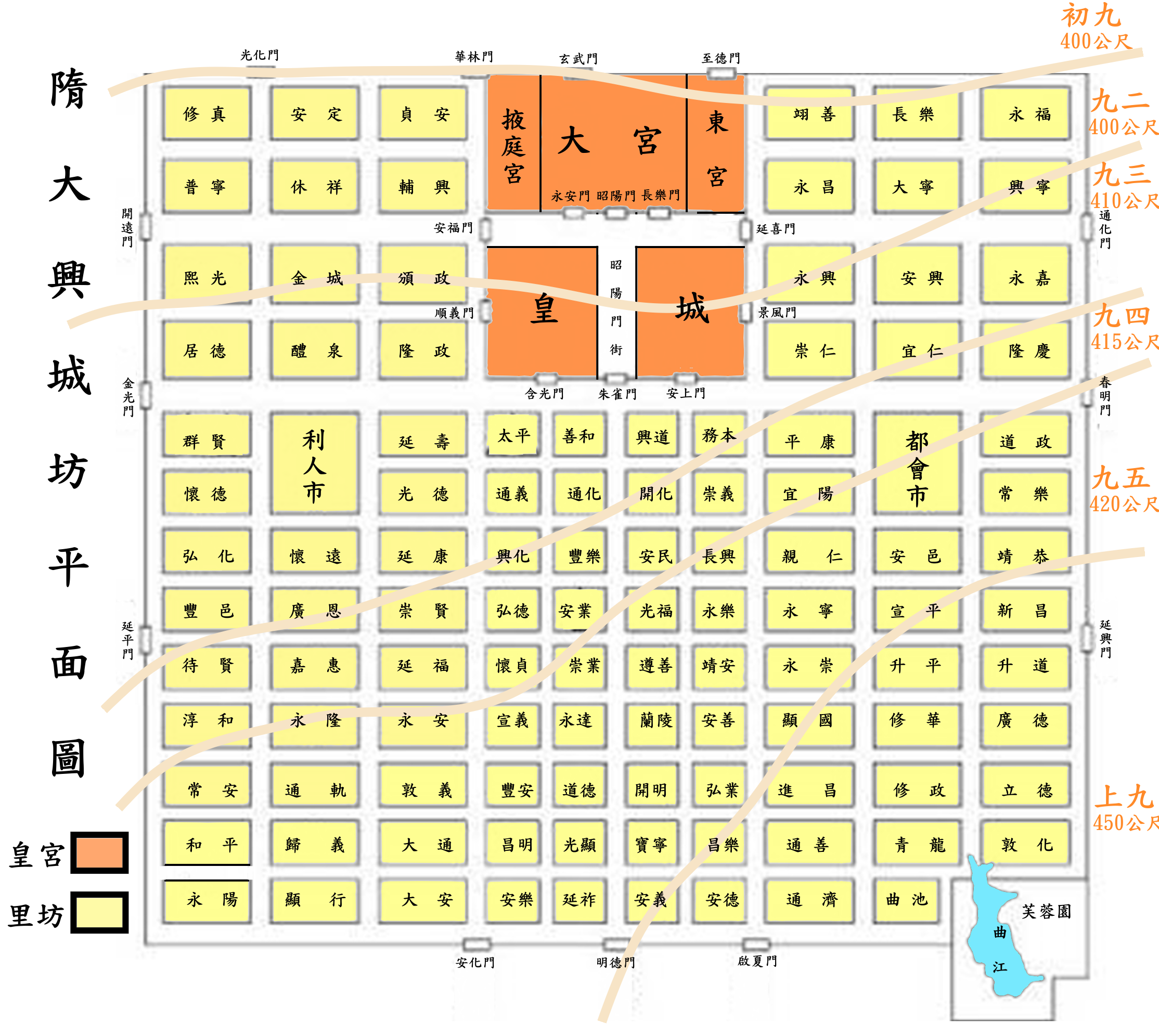
隋朝大興城城坊平面圖

原漢長安城久經戰爭，殘破不堪。而且宮室形制狹小，不能適應新建的隋帝國都城的需要。加之幾百年來城市污水沉澱，壅底難泄，飲水供應也成問題。因此，隋文帝放棄龍首原以北的漢長安城，於龍首原以南漢長安城東南選擇新址建新長安城。582年一月隋文帝命宇文愷負責設計建造新城，因為隋文帝曾被封為大興公，因此取名大興城，隔年三月竣工。
大興城參考北魏洛陽城和北齊鄴都南城，城池平面佈局整齊劃一，形製為長方形。全城由宮城、皇城、裡坊三部分組成，完全採用東西對稱佈局。裡坊面積約佔全城總面積的88.8％，居民住宅區的大幅度擴大是大興城建築總體設計的一大特點。城址落於龍首原上，北臨渭河，南依灞水與滻水，地形南高北低，城南崗原起伏。龍首原以南的「六坡」視為乾之六爻，依次稱為初九、九二、九三、九四、九五、上九。根據《易經》，初九高坡代表「潛龍勿用」。九二高坡是「見龍在田，利見大人」。「大人」代表德位兼備的人，所以建設宮城作為帝王之居。九三高坡代表「君子終日乾乾，夕惕若，厲無咎。」，隨時警惕居高位而不驕，處下位而不憂，所以興建皇城讓文武百官健強不息、忠君勤政的理念。九五高坡代表「九五至尊」，屬「飛龍」之位，不欲常人居之。所以在這條高崗的中軸東西向，對稱地建築東面的大興善寺（佛教）與西面的玄都觀（道教），希望能借用神明鎮壓九五高坡的帝王之氣。由於代表皇宮的紫微宮居於北天中央，所以皇宮只能佈置在較低處的北邊，然而北邊有渭河相倚，也比較適合防禦。「六坡」成為大興城的骨架，皇宮、朝廷和寺廟與一般居民區形成鮮明對照。岡原之間的低地，開渠引水，挖掘湖泊，增大城市的水道。這樣充分利用地形的優勢，增大立體空間，顯得更加雄偉壯觀。
大興城成為當時世界上最為巨大的城市之一，是東亞世界的典範。渤海國上京龍泉府就是效仿了長安的規劃。倭國（即日本，時為飛鳥時代）的平城京（今奈良市）及平安京（今京都市）不僅形制和佈局模仿長安，就連宮殿、城門、街道的名字也取為朱雀門及朱雀大道。

### 东京城
仁寿四年八月，在隋炀帝即位后不久，并州总管汉王杨谅谋反。此事让隋炀帝深感山东民心尚未尽附，定都关中则兵难赴急，亟需在中原之地另建陪都以便掌控北齐南陈旧地。加之关中历年为都，土地肥力下降而难以供养庞大的中央府兵与官吏团体，而洛伊盘地水陆交通便利，便于收集和转运贡赋，故于同年十一月下诏于洛伊间营建新都东京城。翌年大业元年三月，以宰相杨素领衔，将作大匠宇文恺董建，正式开始营建工程，隔年正月竣工，历时仅十月。大业五年，易「东京」曰「东都」，此后「东都洛阳城」的名号一直沿用至五代首都自长安迁自开封。而此后，直到靖康之变东都城毁于金军之前，东都城则作为「西京洛阳城」。
东都城作为宇文恺继大兴城之后的又一个杰出城市规划作品，沿袭了大兴城的设计思路，城池平面佈局整齊劃一，形制几近正方形，全城由宮城、皇城、外郭城里坊三部分組成，宫城「紫微城」在北，其南由皇城「太微城」环绕。但是与大兴城以及北魏洛陽城和北齊鄴都南城所不同，宫城与皇城偏于全城西北隅，并不採用東西對稱佈局，这是由邙山与洛水的走势决定的：当时周公营造的洛邑双城，即以周王城为基础的汉河南县城与以成周城为基础的汉魏洛阳城俱因历年战乱而残破不堪，难以沿用，故新都基址只能在双城之间选取。而此间地势，洛水自西南而向东北流走，邙山则自西北略往东南延伸，导致只有周王城东邻的洛北高地稍显地势高亢开阔，适合布置宫城与皇城。如是定下全城礼仪轴线后，轴线以西，周王城以南的地域为涧洛交汇之处，池沼横生，不适宜布置里坊，故全城里坊只能集中布置在宫城东南的洛水南岸，造成皇宫在西北里坊在东南的不对称布局。
针对上述布局未能则中立国不合礼制的缺陷，宇文恺给出了许多别出心裁的弥补：城市的子午走向略作调整，使宫城的中轴线与邙山主峰翠华峰与伊阙龙门的连线完全重合，号称仿汉长安城遥以子午谷为天阙而遥指伊阙为对景；周王城范围内法象紫微垣之西的少微垣星区，建设五座亲王府邸（五诸侯）、十六所离宫别院（轩辕）与海池“凝碧池”（咸池），与法象天市垣的外郭城城市坊区大致对称，使城市建筑群整体布局不会过于失衡；西郊夕月坛置于皇城西南隅丽景门西南十五里处，与外郭城东垣南门建春门百步外的东郊朝日坛因皇宫中轴-建国门大街轴线对称，使得宫城中轴线虽不是城市的中轴，但却是礼制布局的中轴。同时，东都城的规划手法相较大兴城更为纯熟，东都里坊基本都为方一里的规整正方形，而不似大兴城里坊长宽不一，各里坊面积差距悬殊；皇宫处于高亢干爽之地，避免了大兴宫常患雨涝的缺陷；城坊利用率也远较大兴城为高，虽然城池面积仅约比大兴城面积一半稍多，但城内人口并不比大兴城逊色，故而没有出现大兴城西南诸坊俱为田野的荒凉景象；洛阳三市摆脱对称布局的掣肘，可沿城中漕渠安置于里坊区的辐射中心，促进了城内商业的繁荣。但是，效仿南朝建康引洛水贯都的布局仍然成为城市设计的最大败笔：此举虽使得城中水陆交通异常便利，也造就了洛都「法象天汉」的宏大布局，但也造成了外郭城出现东西两大缺口，无法构成有效的防御体系；继而引起皇宫两城不得不多置隔城加强防御，而使得皇城狭小，不得不在宫城东侧另建东城安置官司；洛水流量不稳定，含沙量高，虽在洛水入城处建凝碧池及三陂以控制水量，同时修城中五渠以进行分流，入唐以后仍无法阻止洛水在城中多次泛滥。
东都城在隋唐时是东亚仅次于大兴城的政治文化经济中心与宏大都市，其重视漕运河渠、规划模数严整方正的规划手法同样影响到东亚诸国首都。倭國的平城京及平安京形制和佈局虽模仿長安，但自号「洛阳」，其里坊宫室的规划手法更与东都城如出一辙。

### 隋长城
隋朝建立初年，为应对来自边界以北的游牧民族突厥的威胁，隋文帝遂下令在前朝工程的基础上增修长城。而在隋炀帝即位后，一方面隋朝需要继续戒备来自突厥的袭扰;另一方面隋朝还要着力对付来自西北方面吐谷浑的侵袭，边防压力加大。为此，自隋文帝开皇元年至隋炀帝大业四年的28年中，隋朝两代统治者先后7次大规模修筑长城，前后共调发近200万劳力，于隋朝北部和西北部边境修筑长城、增建城垒，在前代北魏和北周、北齐修筑长城的基础上，建成了东起紫河，中经朔方、灵武，西至榆谷以东的长城、筑垒等防御工事，稳固了隋朝的北方边境。但与此同时，也给民众带来了巨大灾难。随着时间的推移，如今大部分隋长城均已荡然无存。

## 文化

### 學術思想

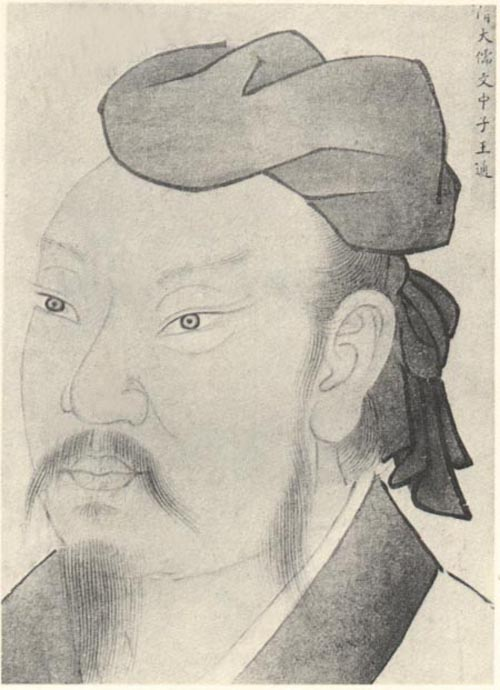
隋朝思想家文中子·王通像，清宮殿藏本

隋文帝前期主張調和儒佛道思想，並且主張樸實文學，反對南朝艷麗的文學思想。他提倡儒學，把儒家學說提升到治國不可或缺的地位，鼓勵勸學行禮。各地紛紛廣建學校，關東地區學者眾多，儒學一時興盛。南北朝儒學流派不同，說經各有義例，到隋朝時沒有統一的經典，使得科舉制度在明經考試方面仍然困難。到隋文帝晚年，他崇尚刑法，公開助佛反儒。601年，隋文帝認為學校多而不精，下令廢除所有學校，只保存京師國子學，名額限七十人。劉炫上書切諫，隋文帝不聽。同時下令營造寺塔五千餘所。隋煬帝時雖然恢復各地學校，然而儒生的地位仍未改善。此時最著名的儒生有劉焯、劉炫，二劉學識豐富，受當時儒生景仰。然而劉炫乘隋文帝購求書籍的機會，偽造書百餘卷，題名為《連山易》、《魯史記》等，騙取賞物。劉焯也因計較束脩，聲名不佳。隋文帝晚年助佛反儒的舉動，使得不少儒生後來都參加隋末民變。
王通是隋末大儒與隋朝著名的思想家，諡為「文中子」。他主張執政者應該先德後刑才能讓人心服；提倡儒道佛三教應該共同相處，而不是互相抵制。又主張天人之事與天地人三才不相離等思想。他著有《太平十二策》、《續六經》（又名《王氏六經》）與《文中子中說》。他的孫子王勃是初唐四傑之一，而他的弟子魏徵亦是唐朝初年的名臣。他的學說，對後來宋代的理學影響深遠。
佛學思想大多為唯心主義，其中最興盛的天台宗主張止觀說，而禪宗主張頓悟說。止觀又稱為寂照、明靜，主張止息一切外境與妄念，專注於特定對象，並產生對於該對象的正智慧。頓悟為「明心見性」法門，即是主張頓悟。主張凡事通過正確的修行方法，迅速地領悟要領，從而指導正確的實踐而獲得成就。

### 文學、史學與音韻學

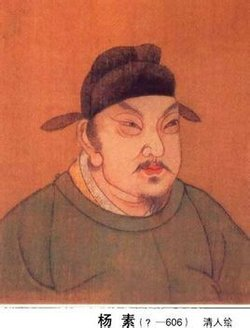
楊素的〈出塞詩〉反映征戰的體驗

隋朝時間較短，對中國文學的影響不大。雖然有提出改革浮靡文風的要求，但是後繼中斷，古文運動需要到中唐時期才成功的發展起來。當時有專門研究音律學的著作，也有不錯的散文與詩歌。在南北朝時，南朝文學講究聲律和彩色，北朝文學講究質樸切實用。然而南朝艷麗的文學的豔麗較為強勢，受隋煬帝喜好，成為宮廷詩歌。隋朝南北著名文士，總數也不過十餘人。584年隋文帝下令要求樸實文學。北朝文學中，楊素的〈出塞詩〉反映征戰的體驗，盧思道的〈從軍行〉和薛道衡的〈豫章行〉表現征人、思婦的真實感受。隋煬帝提倡華麗的南朝文學，他醉心於南朝的豪華，「三幸江都」，「好為吳語」。「貴於清綺」、「宜於詠歌」的南朝文學，正合他的口味。隋煬帝是一個文學家，最有名的是《江都宮樂歌》。每作詩文，都要南朝名士庾自直評議後才發表出來，可見他是南朝文學有力的提倡者。杜正藏所著的《文章體式》，有助於學習南朝文學，號為「文軌」。甚至連高句麗、百濟也學習杜書，稱為《杜家新書》。這使得南朝文學流行到外國，影響甚大。
史學方面，隋朝之前的史書，或由官方撰寫，或由民間人士自行撰寫。其思想比較自由，品質也佳，只是不容易取得官方史官紀載的內容。593年隋文帝宣佈禁止民間私撰國史，評論人物。此後國史的撰寫成了皇權的專利，限制隋朝史學的發展，並對後世史學帶來重大影響：確立由國史館專修國史制度，並成為由當朝政府官修前朝紀傳體國史的先聲；並且迫使民間修史轉向更開拓的史學領域，從而創立新的史著體裁。隋朝的類書（類似現今的百科全書）主要有虞綽的《長洲玉鏡》、虞世南的《北堂書鈔》、諸葛穎的《玄門寶海》等。《長洲玉鏡》編撰精當，採事弘富卻無重複之弊。
因南北文化融和，音韻學與目錄學的成就尤為卓越。開皇初年，顏之推、蕭該、長孫納言等八人和陸法言討論音韻學，皆認為各地區聲調分歧很大，南北用韻不同。以前諸家韻書，定韻缺乏標準，都有錯誤。陸法言記錄了諸人議論的要旨，於601年寫成《切韻》五卷。這部書統一書面的聲韻，反映了當時漢語的語音，是中國最早的音韻書。這一語音系統完整的保存在後世的《廣韻》及《集韻》等書中。目錄學方面，隋代有名的有佛教的《大隋眾經目錄》，道家的《道經目錄》，費長房所撰的《歷代三寶記》與釋彥琮所撰的《隋仁壽年內典錄》。隋廷收集南、北兩朝所有書籍共37萬卷，並編有《隋大業正御書目錄》。唐朝魏徵就是依此編寫出《隋書·經籍志》，成為隋以前著述的總錄，在目錄學上的地位與班固的《漢書·藝文志》相同。

### 宗教
自南北朝以來，佛道儒統稱三教，佔據思想領域的主導地位。隋文帝主張調和宗教與儒學，採用三教並重的策略，並容儒教、佛教與道教以相輔治國。由於國家開放，流行於西亞的祆教也在中國廣為流傳。

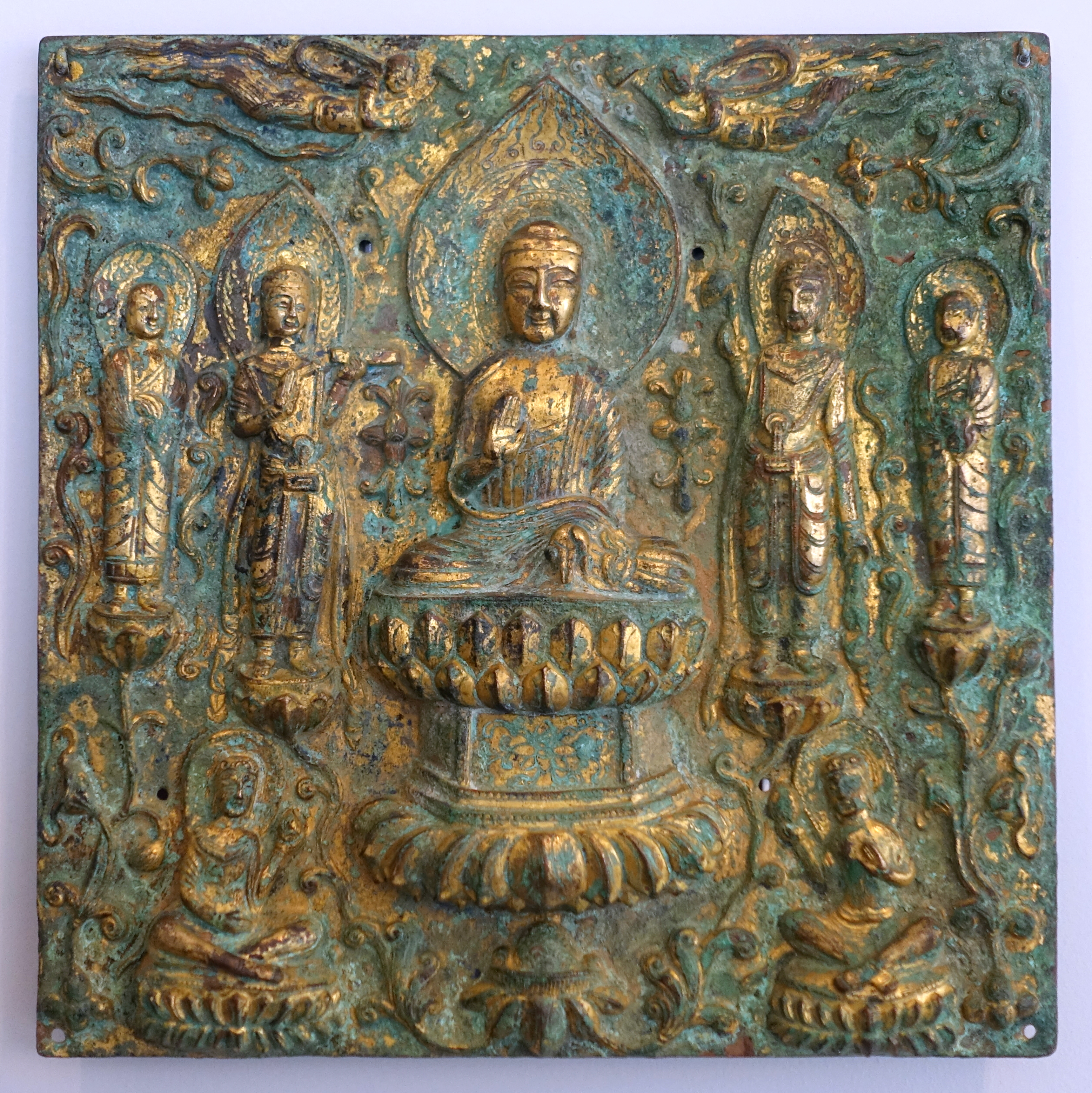
隋朝青銅鍍金菩薩像，哈佛藝術博物館館藏

隋朝時期佛教進入興盛階段，這是因為皇帝與佛教的淵源密切。北周武帝滅佛時，智仙神尼隱藏在楊家，預言隋文帝日後會做皇帝，重興佛法。隋文帝深信自己得佛保佑，對群臣宣稱「我興由佛法」，所以積極提倡佛法，晚年甚至排斥儒學，佛教成為隋朝國教。581年，隋文帝招請隱居僧侶出山，號召佛徒「為國行道」，並且聽任人民出家。隋煬帝時，朝庭對佛教也是採取積極扶持的政策，隋煬帝還向天台宗開創人之一智者大師智顗受戒，成為佛家弟子。然而皇帝也對佛教嚴加控制，例如把江南佛教有影響的名士集中在揚州，以便支配，並下令「沙門致敬王者」。
當時主流的佛教派系有天台宗、三論宗和三階教。天台宗講究將「教」、「觀」兩者發揮到極致並圓融一體，認為法界無相，萬物一體。止觀是主要修行方式。三論宗因研究《中論》、《十二門論》、《百論》而著稱。主張世間、出世間的萬有諸法，是從眾多因緣和合而生，是眾多因素和條件結合而成的產物。隋朝共修建寺塔5000餘所，塑造佛像數萬，並且翻譯數萬佛經，使佛經流佈多於儒經數百十倍。隋文帝狂熱重崇佛，僅頭兩次在各州興建舍利佛塔就有83所之多，其中以大興善寺最有名。又令計口出錢，營造佛像；替京師和大都邑的佛寺，寫經四十六藏，凡十三萬卷，修治舊經四百部。隋煬帝修治舊經六百十二藏，二萬九千餘部，成立翻經館及翻經學士，下令裝補故經，並寫新本，共譯經九十部，五百一十五卷。。

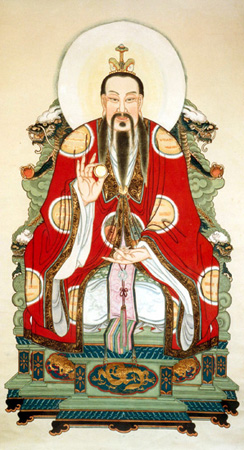
元始天尊像，《隋書·經籍志》稱元始天尊以天尊之體，常存不滅，每至天地初開，即授以秘道，開劫度人

道教在南北朝時，分成南北天師道二系，到隋朝時方相互交流。茅山宗成為道教的主要派系，傳道範圍也從南方延伸到了北方，元始天尊在此時被奉為最高神靈。隋文帝對道教極為尊重，下紹保護道教，下令重修樓觀宮宇，度道士一百二十人並親幸道場。開皇年號即採自道教經典中所謂的天地開劫。隋廷設立道舉制度，規定士人須兼通道德經，置崇玄學和玄學博士，定期宣講道書，派人整頓道書。由於隋文帝崇信佛教，隋代的道教始終不如佛教興盛。此時的道士擅長以符命參與改朝換代，道士張賓就曾協助隋朝建國。所以隋文帝對道教頗為尊重，大擢張賓、焦子順、董子華等道士。
隋煬帝對道士也優禮有加，在即位前曾以手書召道士王遠知謂「夫道得眾妙，法體自然，包涵二儀，混成萬物，人能弘道，道不虛行」。隋炀帝居東、西兩都或出遊，總有僧、尼、道士、女官（女冠，女道士）隨從，稱為四道場。金丹術為隋煬帝所推崇，許多道士以擅長煉製長生不死之藥而獲得寵信。嵩山道士潘誕為他合煉金丹，六年不成，潘誕解釋要有童男女膽汁骨髓各三斛六鬥才可以煉成，隋煬帝發怒而殺潘誕。然而，煉製金丹的技術也推動隋唐醫藥化學之發展。道教修鍊當中非常重要的「內丹」一詞也形成於此時，青霞子蘇元朗提出「歸神丹於心煉」，提倡「性命雙修」，進一步推動了內丹術理論的發展。他強調心身的全面修鍊，以此為內丹修鍊的核心。而葛洪的金丹術，以後遂稱外丹。當時道士尚流行辟穀術以修煉成仙。辟穀術主張不吃五穀，只喝水和吃寒食。隋煬帝曾詔請擅長辟穀術的徐則入宮，並尊敬擅長辟穀術的建安宋玉泉、會稽孔道茂與丹陽王遠知等道士。
祆教即瑣羅亞斯德教，又稱拜火教。波斯人瑣羅亞斯德創立。流行於波斯和西域各國，早在北魏時隨粟特人傳入中國，隋朝設薩保官職以管理祅教。其教義認為宇宙是由光明神阿胡拉·馬茲達和黑暗神安哥拉.曼紐互相鬥爭，火代表善神，故拜火。主神在中國被稱為「胡天」、「天神」，主要經典是《阿維斯陀》。

### 藝術
隋朝的時候，由於政教的關係，因此繪畫受到重視。隋朝繪畫仍以人物或神仙故事為主，敦煌莫高窟之繪畫藝術跟皇室倡佛有密切關係。展子虔與董伯仁齊名，與東晉顧愷之、南朝齊陸探微及南朝梁張僧繇並稱前唐四大畫家。展子虔歷經北齊、北周與隋朝，曾在隋朝任朝散大夫，後任帳內都督。畫過佛教畫《法華經變》，風俗畫《長安車馬人物圖》，但均沒有傳世。元朝《畫鑒》認為展子虔是唐畫的始祖。舊傳為他所作的山水畫《遊春圖》，用勾勒刷法，著大青綠。空間透視安排合理，注意遠近關係和山樹人物的比例，能夠於咫尺之中，具備千里之趣，可能解決「人大於山，水不容泛」的空間處理問題。于闐畫家尉遲跋質那，善畫西域人物，時人稱「大尉遲」。他擅長陰影暈染，即「凹凸法」。對後世繪畫很有影響。隋朝書法巧整兼力，不離規矩。初唐大家的風範規模，在此已經初步形成。著名的書法家有丁道護、史陵與智永。墨跡則有千字文與寫經。隋代的書法以碑刻為大宗，《龍藏寺碑》、《啟法寺碑》、《董美人志》等碑刻顯示書法風格。隋末唐初尚有書法家虞世南，與歐陽詢、褚遂良、薛稷合稱「唐初四大家」。

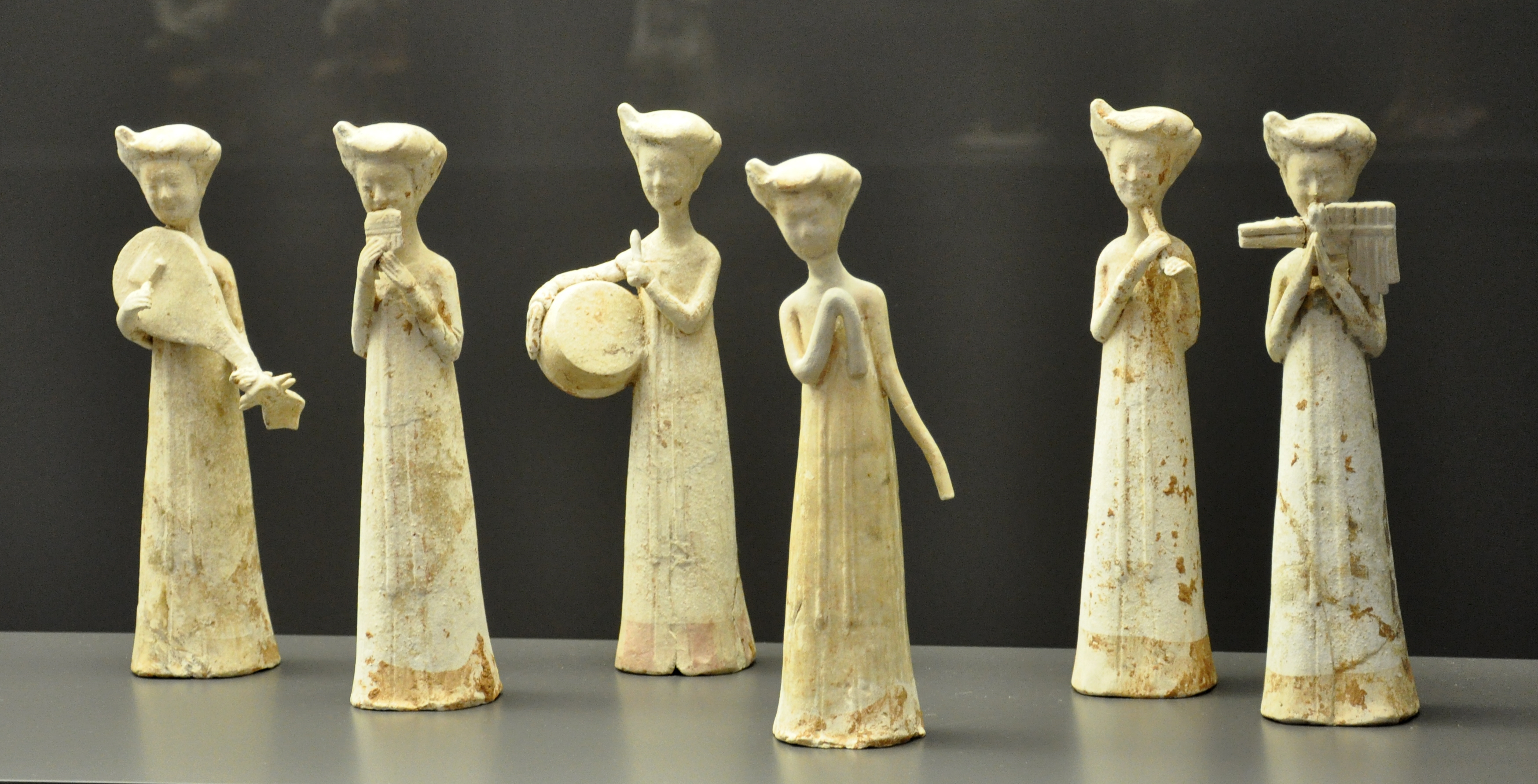
隋朝女樂師陶俑，自左至右分別為琵琶、另一種排蕭（？）、執鼓、伴舞、篳篥、排蕭等，瑞士雷特伯格博物館（Museum of Rietberg）館藏

隋朝音樂受北朝胡漢民族的音樂與南朝宋、齊、梁的音樂的影響，宮廷樂歌雜有「胡聲」。隋滅南朝陳後設置清商署來管理。隋煬帝時，設置清樂、西涼、龜茲、天竺、康國、疏勒、安國、高麗、禮畢等九部樂。當時樂器有曲項琵琶、豎頭箜篌、答臘鼓和羯鼓等，都是從西北異域流傳過來的，在當時已經知道音階有七音而非五音而已。萬寶常與何妥是隋朝有名的音樂家。何妥是何國（即 Kushanika，位於今烏茲別克）人，他還擅長哲學。592年以國子博士受命制定正樂，當時諸重臣議論紛紛，萬寶常也參與討論，然而一時沒有結果。最後何妥用計讓隋文帝採用黃鐘宮而解決糾紛。何妥又為隋煬帝作御車「何妥車」。著有《樂要》、《周易講疏》等書籍。萬寶常著有《樂譜》。當時隋文帝受胡音與南朝「亡國之音」困擾，為了制定正樂召集牛弘、辛彥之與何妥等人整頓音樂，產生符合隋朝一統天下的國樂。當時重臣鄭譯、蘇威與何妥等人討論許久而沒有定論。萬寶常雖然表達意見，然而身分低下，其建議不被採用。不過他取得隋文帝的同意，以他所提的「水尺律」來調製樂器。萬寶常雖有抱負，卻因受一些權貴們的嫉恨，鬱郁不得志而去世。他的音樂在當時被說成是「西域之樂，乃四夷之樂，非中士所宜行也。」《隋書·音樂志》也把八十四調誤認為是鄭譯的理論，實際上這是萬寶常的研究成果。

### 科技

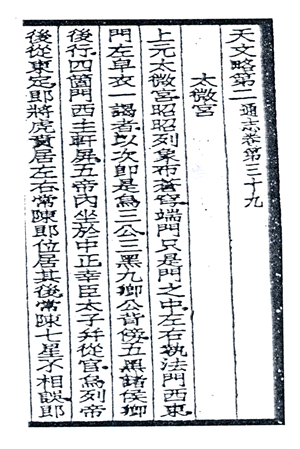
《通志·天文略第二》中《步天歌·太微垣》書影

隋朝繼承北朝與南朝的科學知識，其科技成就表現在天文曆法、數學、博物學、建築學與醫學上。隋朝數學發達，當時士人皆須學習簡易九數，在國子監（大學）設有算學（數學系），專門數學人才的培養也在隋代才正式成立。隋朝曆法比前朝更加精密。600年劉焯借由北朝張子信的數據，測定歲差為76年差一度，已接近準確值。604年劉焯制定出《皇極歷》，推日行盈縮，黃道月道損益，日月食多少及所在所起，都比以前諸歷精密，而且提出「等間距二次內插法」的公式。《皇極曆》比過去的曆法準確，雖然被排斥不得施行，但對後世曆學提供了新標準。定朔法、定氣法也是劉焯的創見。
隋文帝平定南朝陳後將南朝的渾儀、渾天象及天文圖籍都集中於長安，並且命庾季才與南朝周墳參照各家星官，繪成星圖。周墳與袁充等人還在太史局教授星象知識。隋朝丹元子，按照東晉陳卓所定的星宮，把天上星星的步位，編成一篇七字長歌，叫做《步天歌》，文句淺顯，便於傳誦。隋末唐初，李播寫成《天文大象賦》，用詩賦描述全天星官。隋朝的星官體系十分發達，然而還有兩個弱點：當時過分強調三家星的區分，使星空劃分成為二元體系；在拱極區與黃道間，還有一些區域比較空白，命名的星星仍不夠多。隋廷提倡博物學，在當時出現大量地方誌（或稱圖志、圖經）。隋廷明令全國各地推行方志編寫，最後著有《諸郡物產土俗記》、《區宇圖志》與《諸州圖經集》。隋煬帝又詔天下諸郡上風俗物產地圖，據以編成《物產土俗記》及《區宇圖志》。朗蔚之採各地所上圖經而纂成《隋諸州圖經集》二百卷。裴矩於大業時期在張掖掌管互市，從書傳及西域商人的言論中，搜集西域山川、姓氏、風土、服章、物產等資料而寫成《西域圖記》。這本書還記載自敦煌通中亞諸國直至地中海的三條絲路。

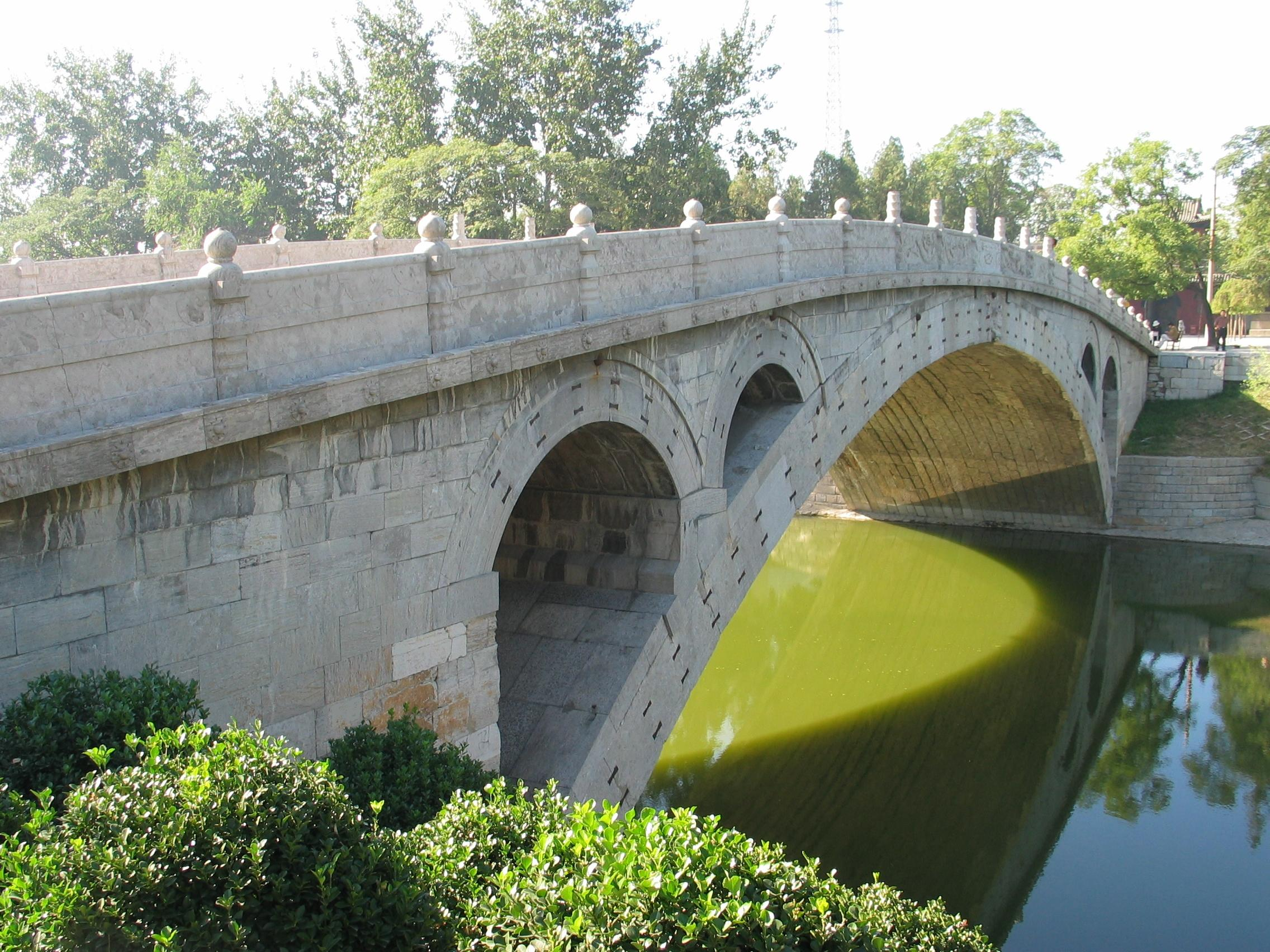
安濟橋是目前世界最古老的现存完好的大跨度单孔敞肩坦弧圆弧拱桥

建築學方面，有名的有李春、宇文愷與何稠。610年李春於現今河北省趙縣洨河建造安濟橋，安濟橋是目前世界最古老的現存完好的大跨度單孔敞肩坦弧石拱橋。橋拱使用跨度大、扁平率低的單孔1/4圓拱橋梁結構，水上船隻來往通過非常方便，是中國建築史的重大成就之一。宇文愷曾為隋煬帝造觀風行殿，殿下置輪軸，離合便利，可以分開行動，也可以合成一個容納數百人的大殿。何稠為隋煬帝造六合城。在攻城時，一夜間可以合成一座周圍八裡、高十仞的大城，城上能列甲士，立旗仗。另外何稠能用綠瓷製玻璃，與真玻璃無異。
隋朝醫學相當發達，設有大醫署。臨床醫學出現分科的趨勢，大醫署分為醫學、藥學兩部分教受學生；而醫學又分為醫、針、按摩、咒禁四科；其中醫科又分成體療（內科）、少小（小兒科）、瘡腫（外科）、耳目口齒與角法（拔罐）等五個專業。由於南朝醫學進步，隋朝時南北醫師交往，醫書流通，有利於醫學的描進。《隋書·經籍志·子部·醫方類》中不少是南朝人的著作。南方名醫許智藏有為隋煬帝治病過。隋朝也譯出十餘種天竺和西域的醫方書，知識十分豐富。。隋朝醫學家以巢元方最為著名，他撰有《諸病源候論》。這是中國第一部詳細論述疾病分類和病因、病理的著作。書中記有用腸吻合手術治療外傷斷腸，是中國外科手術史上的重大成就。但《諸病源候論》也有不少錯誤，例如在〈九蟲候〉中稱：「蟯蟲在人腸內，變化多端，發動亦能為癬，而癬內實有蟲也。」事實上蟯蟲跟癬沒有關係。隋煬帝於大業時期敕編《四海類聚方》，全書共2600卷，專述理論，與《諸病源候論》相輔相成。

## 君主年表
| 肖像 | 庙号                  | 谥号                  | 名讳 | 在世时间                   | 在位时间                    | 年号         | 使用时间     | 陵寝     |
| ---- | --------------------- | --------------------- | ---- | -------------------------- | --------------------------- | ------------ | ------------ | -------- |
| －   | 太祖                  | 武元皇帝              | 楊忠 | 507年－568年8月17日        | －                          | －           | －           | －       |
|      | 高祖                  | 文皇帝                | 楊堅 | 541年7月21日－604年8月13日 | 581年3月4日－604年7月13日   | 開皇         | 581年－600年 | 泰陵     |
| 仁壽 | 高祖                  | 文皇帝                | 楊堅 | 541年7月21日－604年8月13日 | 581年3月4日－604年7月13日   | 601年－605年 |              | 泰陵     |
|      | －                    | 煬皇帝 （恭帝楊侑諡） | 楊廣 | 569年－618年4月11日        | 604年7月21日－618年4月11日  | 大業         | 605年－618年 | 隋煬帝墓 |
| 世祖 | 明皇帝 （恭帝楊侗諡） |                       | 楊廣 | 569年－618年4月11日        | 604年7月21日－618年4月11日  | 大業         | 605年－618年 | 隋煬帝墓 |
| －   | 閔皇帝 （竇建德諡）   |                       | 楊廣 | 569年－618年4月11日        | 604年7月21日－618年4月11日  | 大業         | 605年－618年 | 隋煬帝墓 |
| －   | 世宗                  | 孝成皇帝              | 楊昭 | 584年2月21日－606年8月30日 | －                          | －           | －           | 莊陵     |
| －   | －                    | 恭皇帝                | 楊侑 | 605年－619年9月14日        | 617年12月18日－618年6月18日 | 義寧         | 617年－618年 | 莊陵     |
| －   | －                    | －                    | 楊浩 | ？－618年10月23日          | 618年4月11日－618年10月23日 | 大業         | 618年        | －       |
| －   | －                    | 恭皇帝                | 楊侗 | ？－619年7月19日           | 618年6月22日－619年5月23日  | 皇泰         | 618年－619年 | －       |

## 隋末地方割据势力

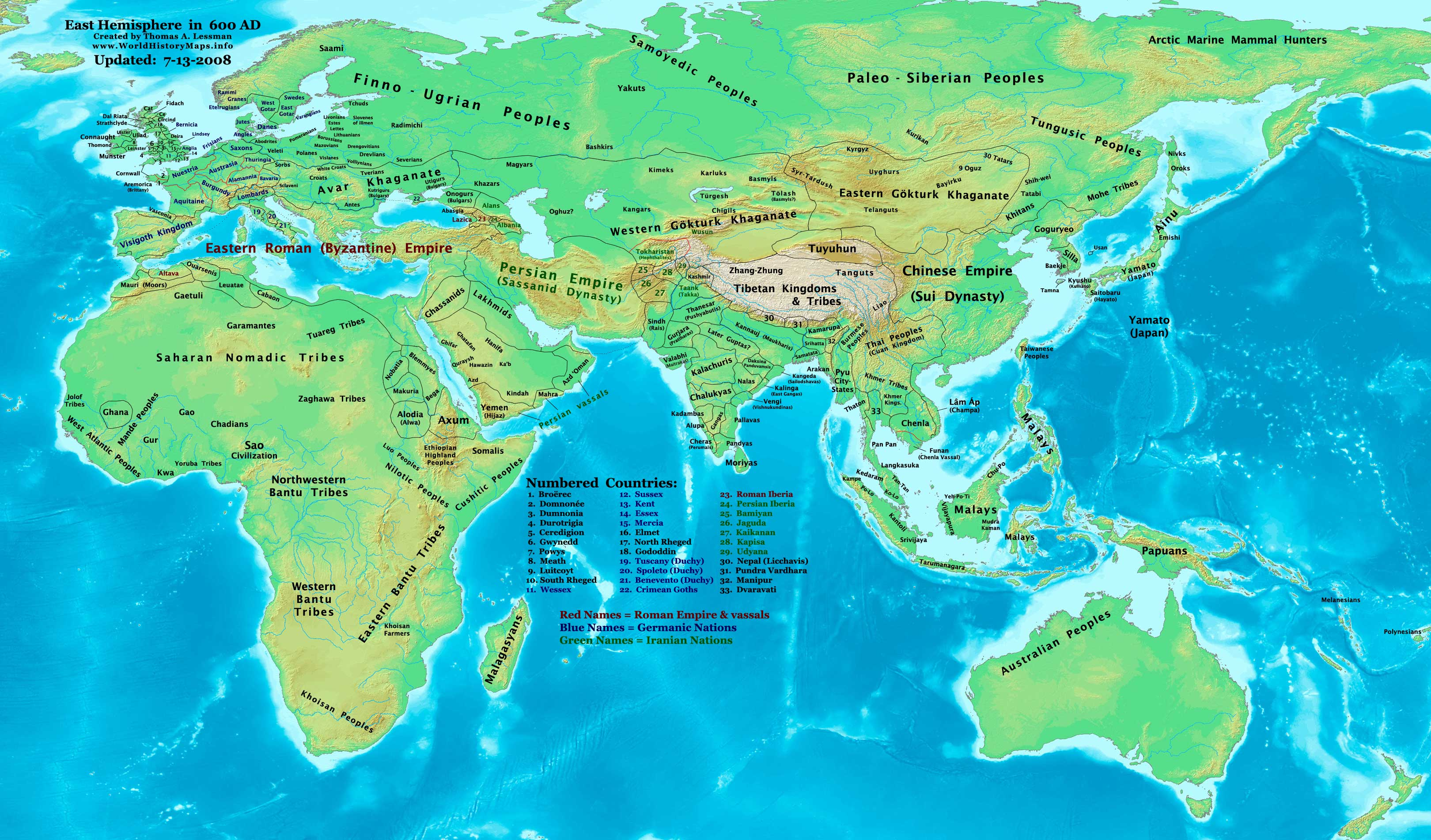
公元 600 年的東半球

| 各地勢力                     | 統治區域                                                                  | 統治時間              | 各地勢力     | 統治區域                            | 統治時間    |
| 山西、陝西、甘肅、河套等地區 |                                                                           |                       |              |                                     |             |
| 唐國李淵                     | 奠定於山西，後入主關中，最後統一天下。 太原（山西太原）、長安（陝西西安） | 617年—626年，統一天下 | 漢國劉武周   | 山西北部。 馬邑（山西朔州）         | 617年—620年 |
| 永乐王郭子和                 | 陝西北部。 榆林（陝西榆陽）                                               | 617年—618年           | 秦國薛擧     | 甘肅。 金城（甘肅蘭州）             | 617年—618年 |
| 梁國梁師都                   | 陝西北部。 朔方（陝西延安）                                               | 618年—628年           |              |                                     |             |
| 河北、山東地區               |                                                                           |                       |              |                                     |             |
| 王薄                         | 山東。 長白山（山東章丘）                                                 | 611年—619年           | 許國宇文化及 | 河北山東之間。 魏縣（河北大名西南） | 618年—619年 |
| 夏國竇建德                   | 河北。 馬邑（山西朔州）                                                   | 618年—621年           | 漢東王劉黑闥 | 河北。 洺州（河北永年）             | 623年—624年 |
| 燕國高開道                   | 河北北部。 漁陽（天津薊州）、懷戎（河北涿鹿）                             | 619年—624年           |              |                                     |             |
| 河南地區                     |                                                                           |                       |              |                                     |             |
| 瓦崗軍翟讓                   | 河南。 洛口（河南鞏義）                                                   | 611年—617年           | 魏國李密     | 河南。 洛口（河南鞏義）             | 617年—618年 |
| 鄭國王世充                   | 河南。 洛陽（河南洛陽）                                                   | 619年—621年           | 楚國朱粲     | 河南南部。 冠軍（河南鄧州西北）     | 615年—619年 |
| 淮南、江南、嶺南、兩湖地區   |                                                                           |                       |              |                                     |             |
| 杜伏威                       | 淮南。 歷陽（安徽和縣）                                                   | 617年—621年           | 梁國沈法興   | 江蘇南部。 毗陵（江蘇常州）         | 618年—621年 |
| 吳國李子通                   | 江蘇南部。 江都（江蘇揚州）                                               | 619年—621年           | 宋國輔公祏   | 江蘇南部。 丹陽（江蘇南京）         | 623年—624年 |
| 梁國蕭銑                     | 湖南、湖北、江西。 江陵（湖北江陵）                                       | 617年—621年           | 楚國林士弘   | 江西、廣東。 虔州（江西贛州）       | 616年—622年 |